# Folclore brasileiro

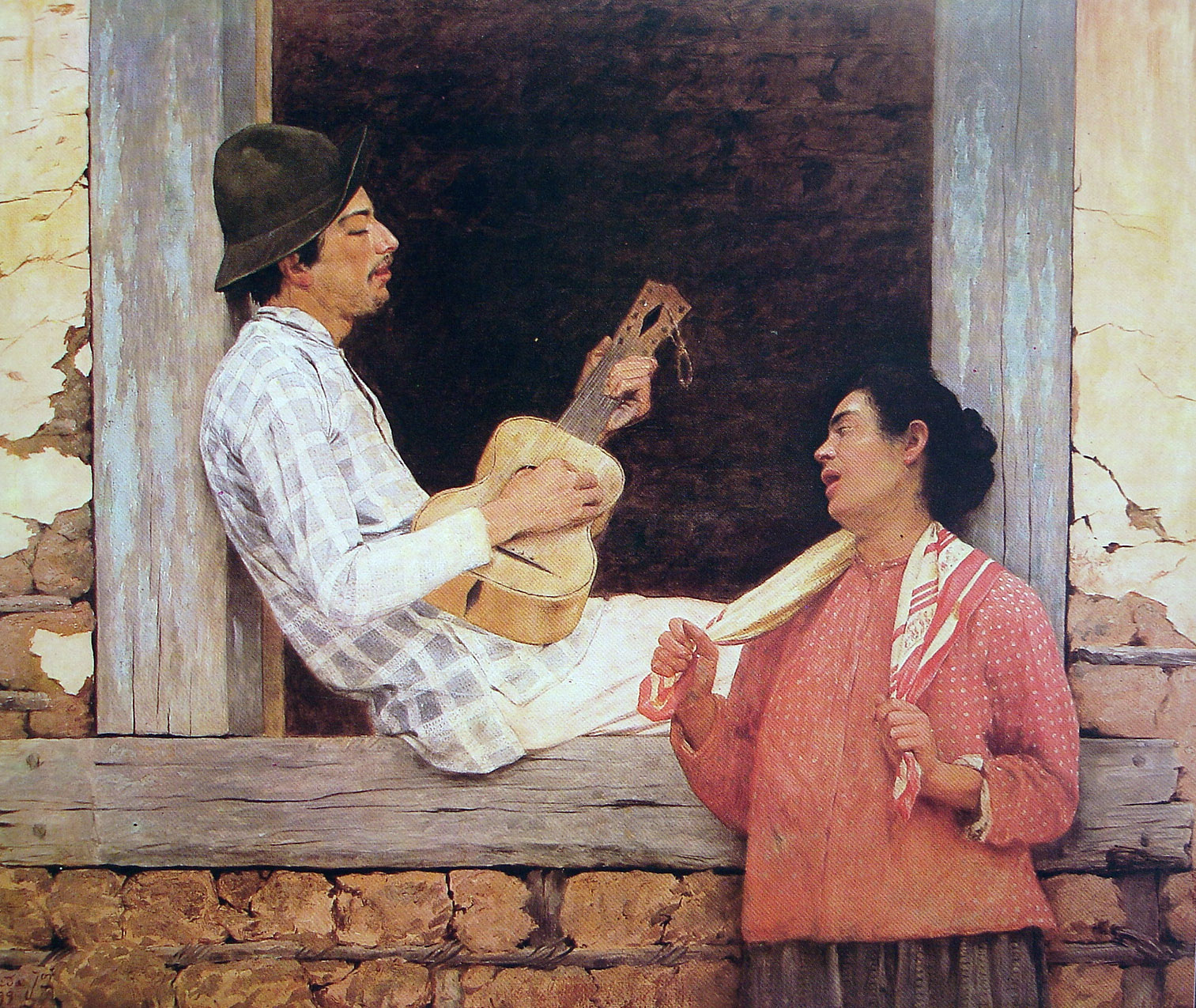
Pintura de Almeida Júnior retratando um casal pobre e interiorano cantando ao som da viola. O homem é um caboclo e a mulher é uma mulata, e praticam um dos entretenimentos mais apreciados no período colonial e ainda hoje no interior do Brasil, uma tradição musical de raízes milenares. A imagem é uma boa ilustração das origens multiétnicas, multiculturais e populares do folclore brasileiro.

O folclore brasileiro é sinônimo de cultura popular brasileira, e representa a identidade social da comunidade através de suas criações culturais, coletivas ou individuais; é também uma parte essencial da cultura do Brasil. Embora tenha raízes imemoriais, seu estudo sistemático iniciou somente em meados do século XIX, e levou mais de 100 anos para se consolidar no país. A partir da década de 1970, o folclorismo nacional definitivamente se institucionalizou e recebeu conformação conceitual.
Sendo composto por contribuições as mais variadas - com destaque para as culturas portuguesa, africana e indígena - o folclore do Brasil é extremamente rico e diversificado, sendo hoje objeto de inúmeros estudos e recebendo larga divulgação nacional e internacional, constituindo além disso elemento importante da própria economia do Brasil, pela geração de empregos, pela produção e comércio de bens associados e pelo turismo cultural que dinamiza.

## Estudo do folclore brasileiro
O folclore brasileiro teve muitos dos seus elementos registrados e comentados por viajantes estrangeiros e cronistas residentes desde o período colonial, mas só começou a receber uma atenção mais concentrada e científica da elite nacional em meados do século XIX. Naquele período estava em voga o Romantismo, movimento cultural que prestigiava as singularidades e as diferenças, consagrando as tradições e cultura popular dos povos como objetos dignos de atenção intelectual. Naquele momento, acompanhando a mesma onda de interesse pela cultura popular que crescia na Europa e nos Estados Unidos, alguns estudiosos brasileiros, como Celso de Magalhães, Sílvio Romero e Amadeu Amaral, passaram a pesquisar as manifestações folclóricas nativas e publicar estudos sistemáticos, lançando no país os fundamentos do folclorismo — a disciplina dedicada ao estudo do folclore — que só conquistaria prestígio no meio acadêmico brasileiro após um século.
A partir de um primeiro interesse pelas tradições orais, depois se passou a estudar a música, e mais tarde as festas, folguedos e outras manifestações. Ao mesmo tempo, diversos artistas ligados à elite passaram a empregar elementos da cultura popular na criação de obras destinadas aos círculos ilustrados, como parte de um projeto, estimulado e desenvolvido pelo governo de Dom Pedro II, de construção de um corpo de símbolos nacionalistas que poderia contribuir para a afirmação do Brasil entre as nações civilizadas. As classes superiores nunca foram inteiramente livres da influência da cultura popular, mas obras como por exemplo I-Juca-Pirama, de Gonçalves Dias, e a música de Luciano Gallet e Alexandre Levy deram a temas do folclore brasileiro um papel de destaque na arte culta. Desde então o interesse pelo assunto só cresceu, e em várias frentes.

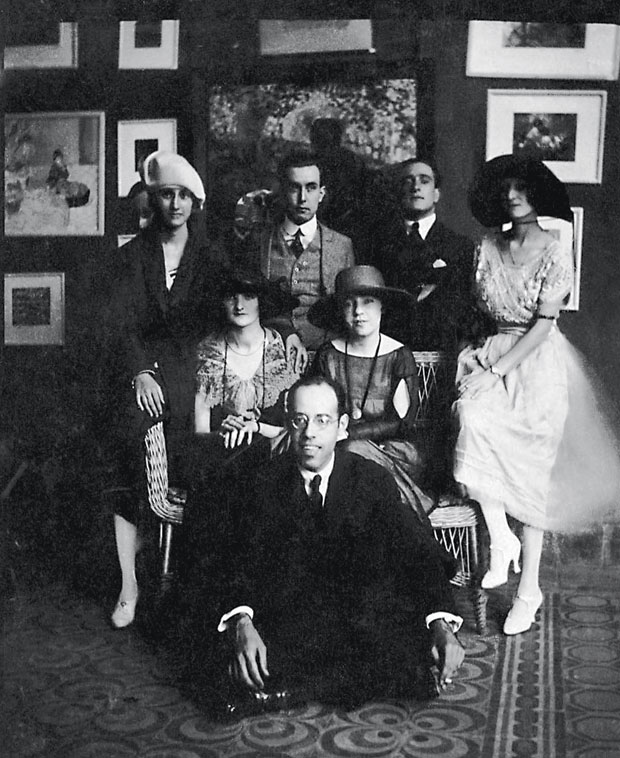
Mário de Andrade e um grupo de modernistas ao fundo

O impulso nacionalista rendeu ainda maiores frutos com o advento do Modernismo, quando o folclore passou a ser visto como a verdadeira essência da brasilidade. Mário de Andrade, um dos líderes do Modernismo brasileiro, foi um grande pesquisador do folclore nacional, procurando colocá-lo em diálogo com as ciências humanas e sociais, que naquela altura nasciam no país. Outros nomes influentes ligados ao movimento modernista, como os pintores Di Cavalcanti e Tarsila do Amaral e o músico Villa-Lobos, também incorporaram elementos folclóricos em suas obras de maneira destacada. Mário teve a oportunidade de agir oficialmente pelo folclore, criando a Sociedade de Etnologia e Folclore quando dirigiu o Departamento de Cultura do Estado de São Paulo entre 1935 e 1938, abrindo cursos para a formação de pesquisadores, onde palestraram eruditos renomados como Lévi-Strauss.
Na década de 1950 essa movimentação se multiplicou em larga escala, atraindo outras figuras ilustres como Cecília Meireles, Câmara Cascudo, Edison Carneiro, Florestan Fernandes e Gilberto Freire, além de estrangeiros como Roger Bastide e Pierre Verger. O movimento folclorista nesta época encontrou a consagração institucional maior na Comissão Nacional de Folclore, fundada em 1947 por Renato Almeida, através de recomendação da UNESCO, vinculada ao Instituto Brasileiro de Educação, Ciência e Cultura e à própria UNESCO. No contexto do pós-guerra, a preocupação com o folclore se inseria nas iniciativas em prol da paz mundial. O folclore era visto como elemento de compreensão entre os povos, incentivando o respeito pelas diferenças e permitindo a construção de identidades diferenciadas. Como disse Cavalcanti, o Brasil de então "orgulhava-se de ser o primeiro país a atender à recomendação internacional no sentido da criação de uma comissão para tratar do assunto". Em 1958 foi instituída a Campanha de Defesa do Folclore Brasileiro, órgão executivo do Ministério da Educação, dinamizando os debates e pesquisas através de comissões estaduais de folclore, e adotando a prática de engajar colaboradores do interior, mesmo que fossem diletantes, uma vez que se considerou que a intimidade deles com a cultura interiorana contrabalançaria a sua falta de especialização profissional.
Paralelamente à luta pela institucionalização desenvolvia-se um debate a respeito da formulação dos conceitos delimitadores do folclore como uma ciência, o que dependia da libertação do folclore em relação à literatura e à história, que tradicionalmente absorviam o pensamento sobre a cultura popular. Mas a tarefa foi, em muitos aspectos, inglória, como aponta Travassos ao resenhar as ideias de Vilhena sobre a dificuldade de consolidar o folclore como campo científico no Brasil.
"A concepção de sociologia que predominou inicialmente nas universidades brasileiras destacava as deficiências de rigor científico dos trabalhos de folclore. De outro, divergências metodológicas entre folcloristas e sociólogos estavam entrelaçadas a concepções distintas da formação nacional. Enquanto os primeiros orientavam as pesquisas na direção das formas que evidenciassem fusões e sincretismos culturais, os segundos indagavam o grau de integração das camadas sociais e grupos étnicos. Finalmente, a 'tradição cultural nascente' que os participantes do movimento prezavam não tinha relevância para aqueles que, na linha dos folcloristas europeus, consideravam folclóricos os fenômenos identificados com um estrato cultural muito antigo. Assim, o movimento distanciou-se também das concepções européias e norte-americanas que adotam, respectivamente, os critérios básicos de antiguidade e oralidade na definição de folclore. As discordâncias devem-se, mais uma vez, ao peso das preocupações com a nacionalidade".

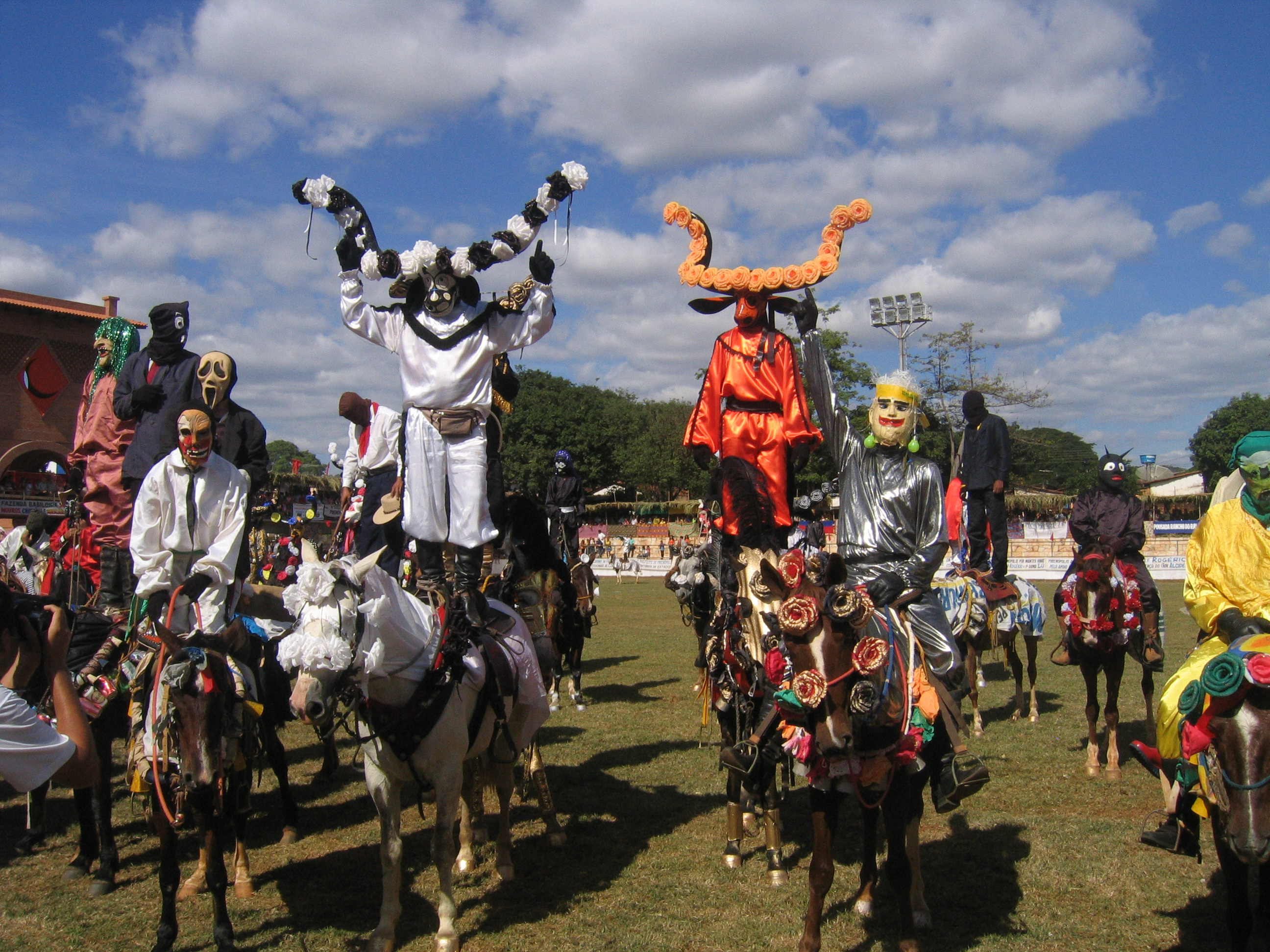
Mascarados das cavalhadas de Pirenópolis

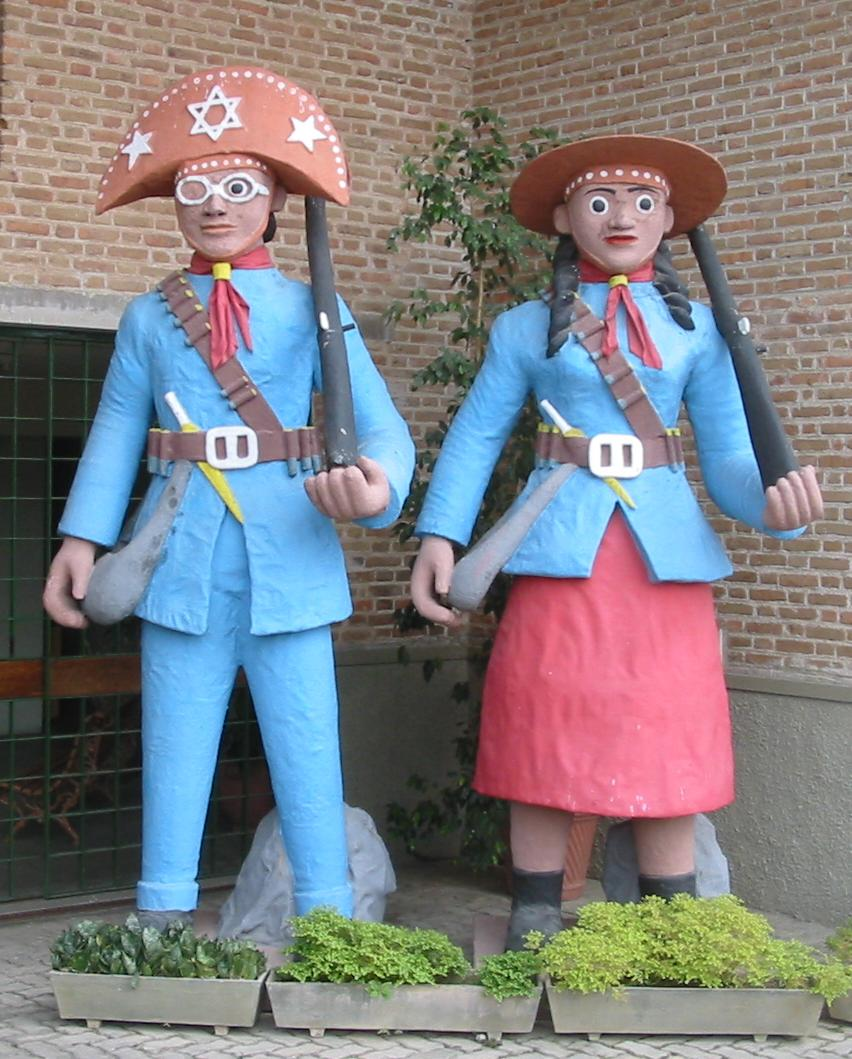
Esculturas populares de cangaceiros em Caruaru

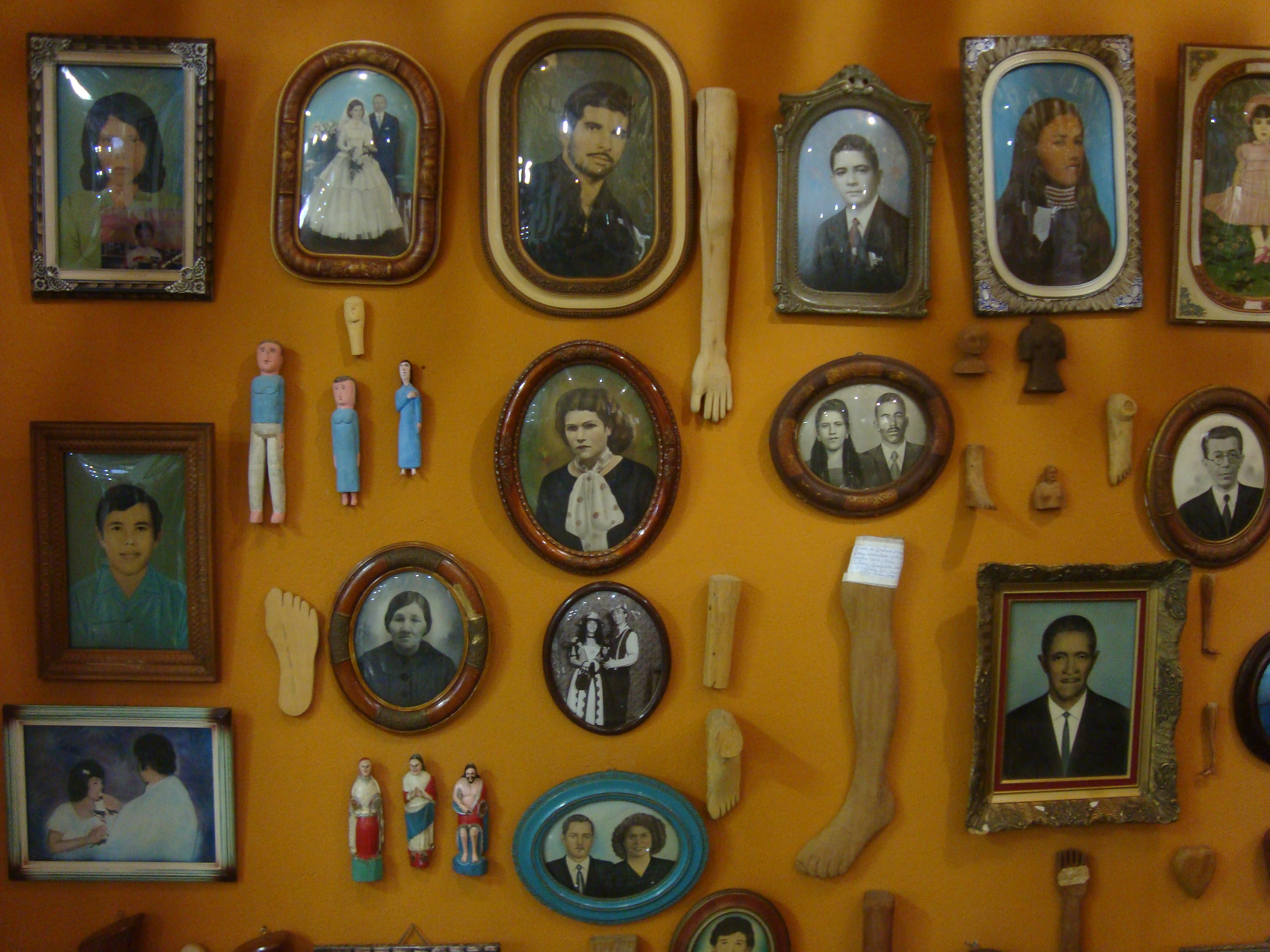
Ex-votos na Basílica de Aparecida

Além da pesquisa requisitou-se a participação das escolas como instrumentos de preservação e disseminação do folclore, acreditando-se que o caráter intervencionista e "artificial" dessa medida seria compensado pelas possibilidades de vivência "real" do folclore nas festas e brincadeiras infantis, fomentando a inclusividade, o engajamento na defesa de tradições ameaçadas e a formação de um senso de "fraternidade folclórica", como queriam Renato Almeida e outros que viam o movimento quase como uma missão sagrada. O movimento folclórico brasileiro produziu enfim um projeto paradoxal de ciência, na qual não havia diferença marcante entre leigo e cientista, entre objeto e sujeito, entre participação efetiva e observação impessoal. Essas ideias e posturas tinham seus riscos e contradições, e deram margem a críticas que alegavam que a interferência ativa do Estado na interpretação e no fomento do folclore servia como uma cortina de fumaça para esconder problemas sociais apresentando-os como realidades folclóricas.
De qualquer maneira, os trabalhos desses pesquisadores fizeram evoluir as concepções brasileiras sobre o que é o folclore. Reunidos no Rio de Janeiro em 1951, no I Congresso Brasileiro de Folclore, publicaram a Carta do Folclore Brasileiro, onde se definiu o folclore como "as maneiras de pensar, sentir e agir de um povo, preservadas pela tradição popular e pela imitação e que não sejam diretamente influenciadas pelos círculos eruditos e instituições que se dedicam ou à renovação e conservação do patrimônio científico e artístico humano ou à fixação de uma orientação religiosa e filosófica". Benjamin diz que se estabeleceu também como folclore os fatos sem o fundamento da tradição, bastando que fossem de aceitação coletiva e essencialmente populares, anônimos ou não, derrubando os requisitos de antiguidade, oralidade e anonimato e relativizando a condição de tradicionalidade.
A partir de 1961 os folcloristas passaram a contar com um importante meio de divulgação e discussão, a Revista do Folclore Brasileiro, que circulou até 1976 totalizando 41 volumes, e se tornando um catalisador de pesquisas. Mas apesar das conquistas do folclorismo nacional, ainda lhe faltava credibilidade, o que só seria conseguido, como pensava Almeida, quando ele penetrasse nas universidades. Em meio à polêmica que cercava o tema, o folclore foi gradativamente sendo alijado do modelo acadêmico que se consolidava. Embora muitos de seus estudiosos permanecessem ligados às universidades, a disciplina foi se cristalizando como um subcampo das ciências sociais. A situação ficou pior com o golpe militar de 1964, que ocasionou a demissão de Edison Carneiro, o principal folclorista daquele momento, do cargo de diretor da Campanha, fechada no dia primeiro de abril com um cartaz na porta que dizia: "Fechado por ser um antro de comunistas". Com isso se encerrava todo um ciclo do folclorismo brasileiro.
Mas a Campanha foi finalmente reaberta com Renato Almeida como seu diretor. Incorporada à Funarte, transformou-se em 1979 no Instituto Nacional do Folclore. Em 1990 o Instituto passou a ser denominado Coordenação de Folclore e Cultura Popular, hoje chamado Centro Nacional de Folclore e Cultura Popular, vinculado ao Instituto do Patrimônio Histórico e Artístico Nacional, tendo como missão declarada "formular, fomentar e executar programas e projetos em nível nacional voltados para a pesquisa, documentação, difusão e apoio a expressões das culturas populares brasileiras".
Desde essa retomada nos anos 60-70 se acelerou e aprofundou a modernização da sociedade, a televisão entrou decisivamente no cotidiano, e ao contrário do que temia a Campanha em seus primórdios, o folclore não acabou, mas adaptou-se e transformou-se, assim como continuaram em mudança seus conceitos e práticas. Cavalcanti sumarizou o processo:
"A cultura não é mais entendida como um conjunto de comportamentos concretos mas sim como significados permanentemente atribuídos... Uma festa é mais do que a sua data, suas danças, seus trajes e suas comidas típicas. Elas são o veículo de uma visão de mundo, de um conjunto particular e dinâmico de relações humanas e sociais. Não há também fronteiras rígidas entre a cultura popular e a cultura erudita: elas comunicam-se permanentemente... Na condição de fato cultural, o folclore passa a ser compreendido dentro do contexto de relações em que se situa".
Em 1995, numa revisão da Carta do Folclore Brasileiro realizada no VIII Congresso Brasileiro de Folclore, reunido em Salvador, os folcloristas brasileiros definiram folclore como "o conjunto das criações culturais de uma comunidade, baseado nas suas tradições expressas individual ou coletivamente, representativo de sua identidade social. Constituem-se fatores de identificação da manifestação folclórica: aceitação coletiva, tradicionalidade, dinamicidade, funcionalidade".

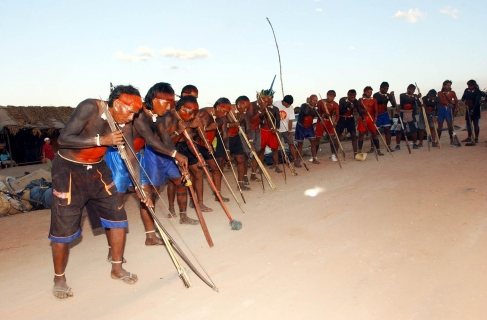
Dança ritual xavante

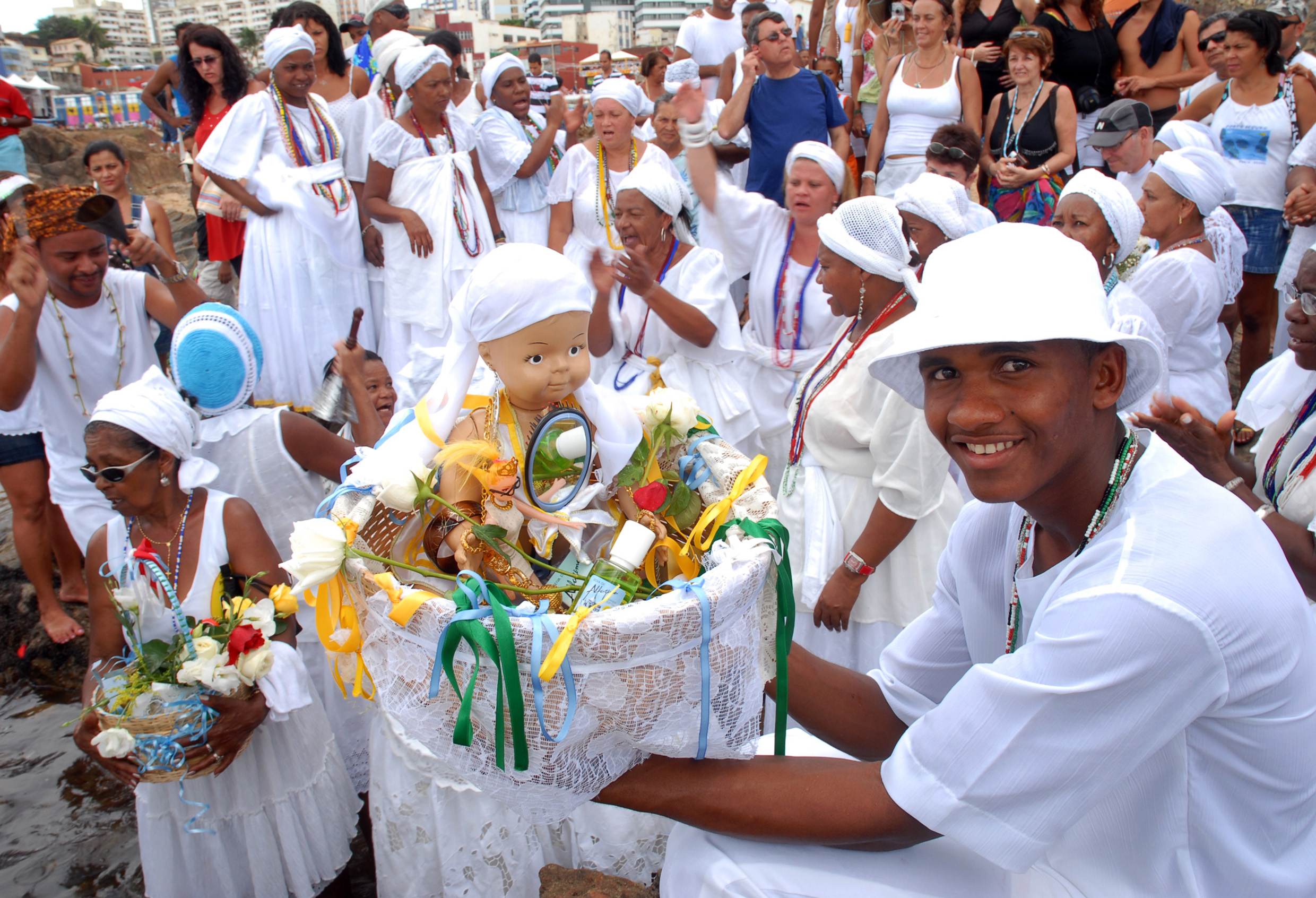
Oferendas no culto a Iemanjá

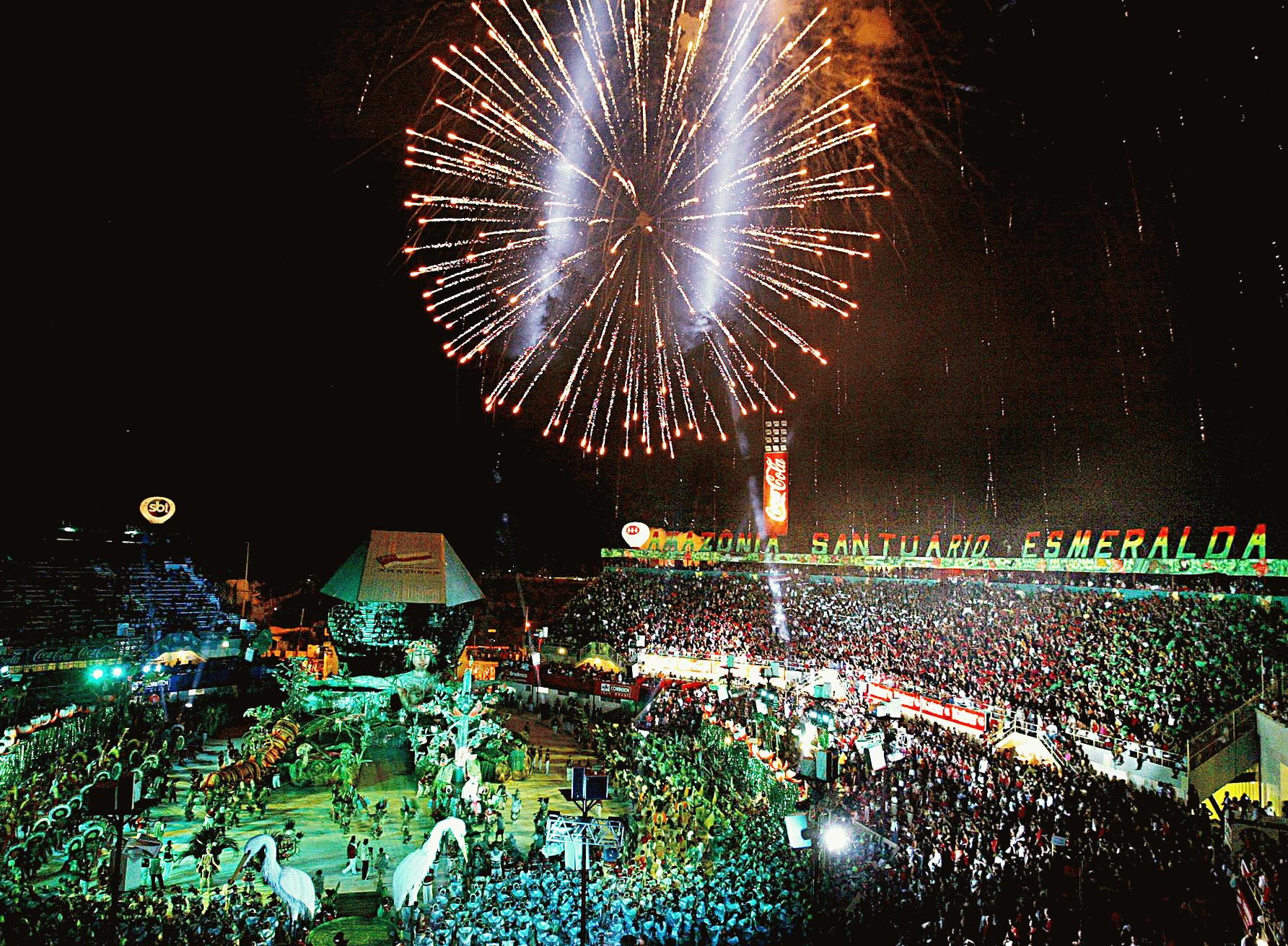
Festa do Boi-bumbá de Parintins

Aceitação coletiva significa que deve ser uma prática generalizada, implicando uma identificação coletiva com o fato, mesmo que ele derive das elites. Tradicionalidade é entendida como uma continuidade através das gerações, onde os fatos novos se inserem sem ruptura com o passado, e se constroem sobre esse passado. Dinamicidade se refere à sua feição mutável, ainda que baseada na tradição. Funcionalidade, por existir uma razão para o fato acontecer, não constituindo um dado isolado, e sim inserido em um contexto dinâmico e vivo. Pode-se acrescentar a esses o critério da espontaneidade, já que o fato folclórico não nasce de decretos governamentais nem dentro de laboratórios científicos; é antes uma criação surgida organicamente dentro do contexto maior da cultura de uma certa comunidade. Mesmo assim, em muitos locais já estão sendo feitos esforços por parte de grupos e instituições oficiais no sentido de se ressuscitar nos dias de hoje fatos folclóricos já desaparecidos, o que deve ser encarado com algum ceticismo, dado o perigo de falsificação do fato folclórico. Também deve ser regional, ou seja, localizado, típico de uma dada comunidade ou cultura, ainda que similares possam ser encontrados em países distantes, quando serão analisados como derivação ou variante.
Apesar da existência destes critérios, muitas vezes é difícil determinar se um fato é ou não folclórico, até porque os pesquisadores não raro divergem sobre os conceitos e suas aplicações. Nesse contexto, disse Cavalcanti que antes do que tentarmos saber se um dado fato é ou não folclórico, é mais produtivo entender o folclore como um campo de estudos ainda em expansão, significando que o elemento folclórico não está tanto no fato concreto, mas em seu entendimento como folclórico, e por isso a definição do que é folclore varia com o tempo. Ultrapassando a fase semi-amadorística dos pioneiros do século XIX, hoje o estudo do folclore é uma ciência bem estabelecida com associações multidisciplinares, e seu campo está em contínua expansão e reavaliação. Câmara Cascudo, um dos grandes folcloristas brasileiros, assim se expressou sobre a matéria: "Não consiste o [estudo do] folclore na obediência ao pinturesco, ao sertanejismo anedótico, ao amadorismo do caricatural e do cômico, numa caçada monótona ao pseudotípico, industrializando o popular. É uma ciência da psicologia coletiva, com seus processos de pesquisa, seus métodos de classificação, sua finalidade em psiquiatria, educação, história, sociologia, antropologia, administração, política e religião".
A despeito das polêmicas entre os estudiosos, o resultado dessa evolução continuada é que atualmente o folclore brasileiro se elevou a uma posição de destaque tanto entre o público leigo como entre os acadêmicos. Além de ser a base alimentadora de boa parte do turismo cultural do país, dinamizando comércio, indústria e serviços, se tornou instrumento de educação nas escolas, tem museus para ele e está protegido por lei, sendo considerado um bem do patrimônio histórico e cultural do país. A Constituição do Brasil protege o folclore através dos artigos 215 e 216, que tratam da proteção do patrimônio cultural brasileiro, ou seja, "os bens materiais e imateriais, tomados individualmente ou em conjunto, portadores de referência à identidade, à ação, à memória dos diferentes grupos formadores da sociedade brasileira".
Por outro lado, como se observa em outras partes do mundo, o folclore brasileiro está experimentando modificações importantes em virtude do apelo turístico, e da influência dos novos meios de comunicação de massa e das novas tecnologias de registro e difusão de informações, ocasionando a descaracterização de muitos fatos folclóricos e sua transformação em espetáculos de massa, o que está gerando preocupação. Benjamin esclarece:
"Um outro processo a merecer atenção é o da espetacularização das manifestações folclóricas pela pressão dos meios de comunicação de massa e do turismo. Algumas das manifestações tradicionais guardam a natureza de espetáculos, que têm sido levados à exacerbação, convertendo-se em produto da cultura de massas. O exemplo mais evidente é o do boi-bumbá de Parintins. Preocupante, porém, é o caso de manifestações de natureza ritual, reservadas aos membros de comunidades religiosas, que por seu exotismo estão sendo cooptadas para converter-se em eventos de massa. É o caso das panelas-de-Iemanjá, convertidas em festivais para turistas. Diante desse quadro, torna-se necessária uma nova postura liberada dos preconceitos etnocêntricos, a reciclagem das técnicas de pesquisa em trabalho interdisciplinar com a incorporação das contribuições renovadas das ciências humanas e das ciências da linguagem, o uso de novas tecnologias e equipamentos disponíveis".

## O que é folclore e o folclore brasileiro

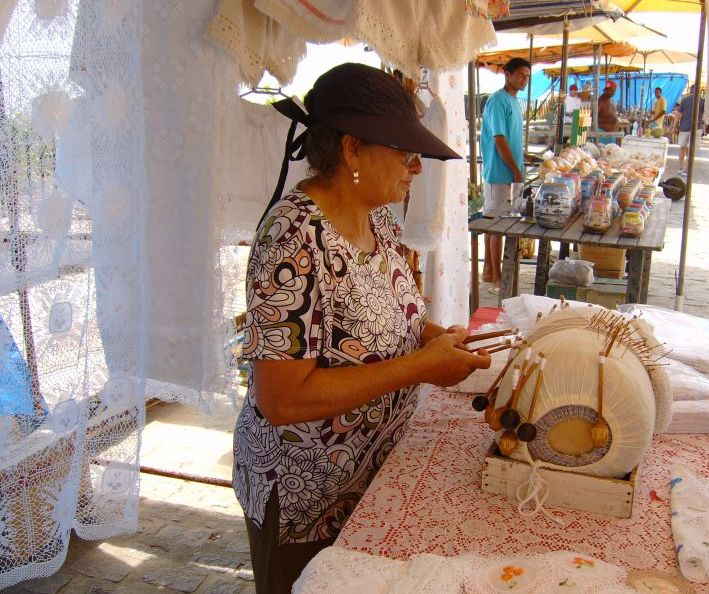
Rendeira de bilros no Ceará

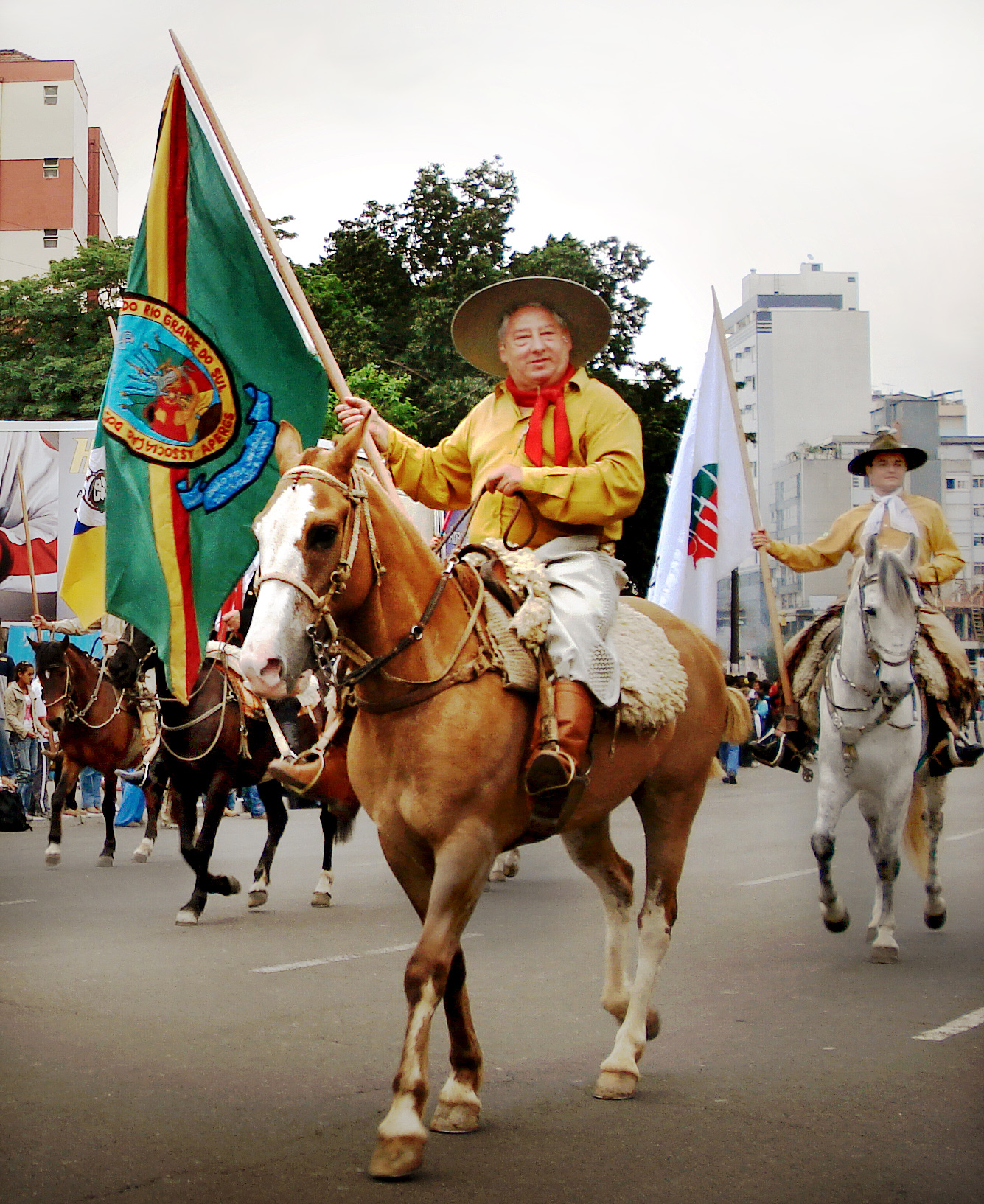
Gaúcho pilchado do Rio Grande do Sul no desfile da Semana Farroupilha de 2006

Há uma diversidade de definições do conceito de "folclore" e de "fato folclórico". Em geral elas reconhecem uma origem principalmente popular, mas influenciada em vários níveis pelas tradições cultas; um caráter espontâneo, de criação não programada; a tradicionalidade, ou seja, uma transmissão regular através das gerações; a funcionalidade, atendendo a uma necessidade objetiva de uma coletividade; e a aceitação coletiva, devendo constituir prática autêntica. A Unesco definiu folclore como "sinônimo de cultura popular", "representa a identidade social de uma comunidade através de suas criações culturais, coletivas ou individuais, e é também uma parte essencial da cultura de cada nação".
Como sinônimo da cultura popular, o folclore brasileiro é o rosto social e identitário de uma vasta população de cidadãos brasileiros, cada um deles possuindo sua própria história, e seus próprios referenciais culturais - pois nasceu em uma sociedade -, que constituem sua identidade como pessoa e como membro dessa sociedade: o folclore é, digamos, o cenário, o enredo geral e o acervo de apetrechos materiais e imateriais dos quais dependem os atores humanos para desempenhar o seu papel vital, elementos criados pelos próprios atores e que não só estruturam e articulam a sua vida como em muito a definem, justificam e até pré-determinam, pois muitos deles foram herdados de seus ancestrais, colorem a cultura onde eles vivem e possuem força atávica, com raízes cuja origem se perde no tempo e transcende as fronteiras geográficas. Da combinação perene, viva e ininterrupta, dos cenários e enredos e das maneiras como eles interagem, se manifestam, se reproduzem e evoluem, surge a cultura deste povo, com todas as suas variantes regionais e locais, um mosaico multifacetado de expressões, modos de ser e entender o mundo e de com ele interagir.
O folclore inclui mitos, lendas, contos populares, ritos e cerimônias religiosos e sociais, brincadeiras, provérbios, adivinhações, as receitas de comidas, os estilos de vestuário e adornos, orações, maldições, encantamentos, juras, xingamentos, danças, cantorias, gírias, apelidos de pessoas e de lugares, desafios, saudações, despedidas, trava-línguas, festas, encenações, a gestualidade associada à intercomunicação oral, artesanato, medicina popular, os motivos dos bordados, música instrumental, canções de ninar e roda, e até mesmo maneiras de criar, chamar e dar comandos aos animais. A lista do que é folclore não se limita ao que vem do interior, inclui as expressões próprias da vida em cidades, lendas urbanas, os reclames dos vendedores de rua, os símbolos, modelos de arquitetura e urbanismo vernáculos. Na apresentação do folclore brasileiro oferecida pelo IBGE, "através do folclore o homem expressa as suas fantasias, os seus medos, os melhores e piores desejos, de justiça e de vingança, às vezes apenas como forma de escapar àquilo que ele não consegue explicar". Todas essas manifestações se manifestam peculiarmente em cada cultura e diferem de região para região, e de indivíduo para indivíduo.
O Brasil possui um folclore riquíssimo, sendo impossível entrar em detalhes aqui; pode-se outrossim elencar algumas categorias mais comuns, dando-lhes um ou outro exemplo. Muitas expressões têm uma presença nacional, ou quase isso, como o carnaval, as farras de boi, as festas juninas, as cavalhadas, a festa do Divino e as lendas do curupira, do saci pererê e da mula sem cabeça; outras, são restritas a regiões e estados ou mesmo a pequenas comunidades esquecidas pelo progresso, como os fandangos de tamancos do interior de São Paulo ou a lenda da Teiniaguá no Rio Grande do Sul.

### Música e dança

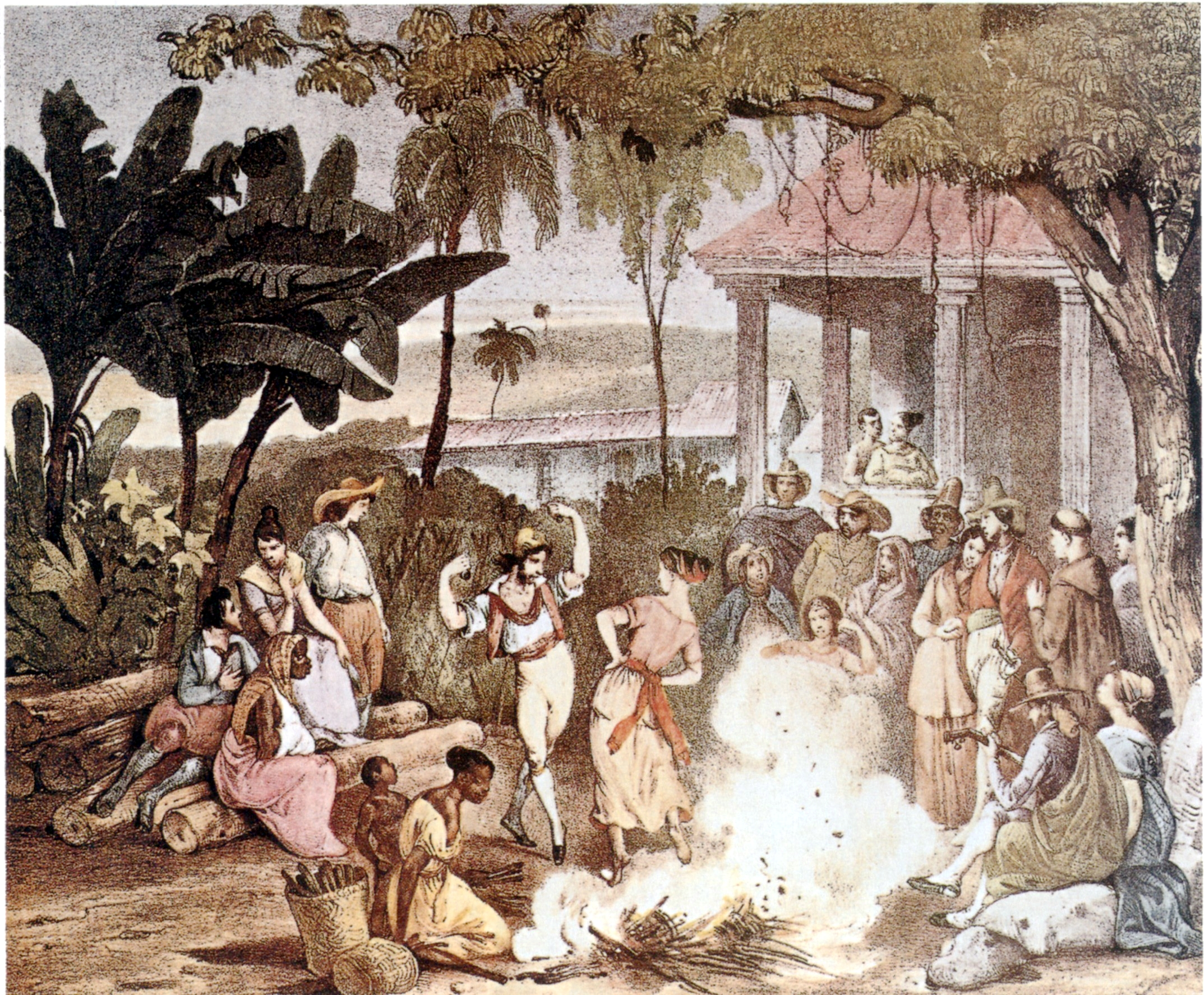
Um lundu em 1835, registrado por Rugendas

Frequentemente interligadas, muitas formas musicais, seja puramente de instrumento ou com canto, são ritmos de dança, como o cateretê, a polca, o maxixe, o lundu, o baião, o samba, o frevo, o xaxado, o fandango, a vanera, o xote, o maracatu, a ciranda, o jongo, a tirana, a catira, o batuque, o pau-de-fita, a quadrilha, as cantigas de roda, sendo bem conhecidas as melodias Escravos de Jó, Sapo Cururu, O Cravo e a Rosa, Ciranda-Cirandinha e Atirei o Pau no Gato. Outros exemplos de música são os acalantos, como o Dorme, neném, que a Cuca vem pegar; as modinhas, desafios e repentes; as cantigas de trabalho, velório e cemitério; as serestas, as modas de viola; as ladainhas, responsórios e outros cânticos sacros.
Cantico Salutaris - Festa do Divino de Pirenópolis - Orquestra e Coral Nossa Senhora do Rosário, Pirenópolis
Choro-maxixe Corta Jaca, de Chiquinha Gonzaga. Grupo Chiquinha Gonzaga, 1910-1912

### Festas e encenações
Algumas das principais festas são o Carnaval, a Folia de Reis, as Farras de boi e Cavalhadas, as Festas Juninas, a Festa do Divino e o Congado. Em todas elas várias expressões folclóricas se encontram reunidas, como a culinária, o vestuário, o teatro, jogos e competições, contação de casos e lendas, ritos religiosos, danças e cantos. E sendo festas de grande difusão, se encontra uma infinidade de variantes através do território brasileiro.

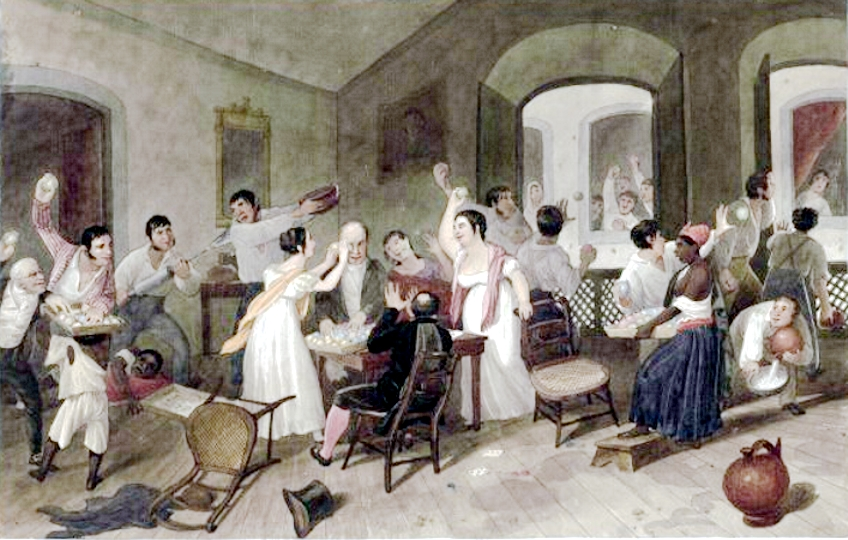
Jogos durante o entrudo no Rio de Janeiro, aquarela de Augustus Earle, c.1822

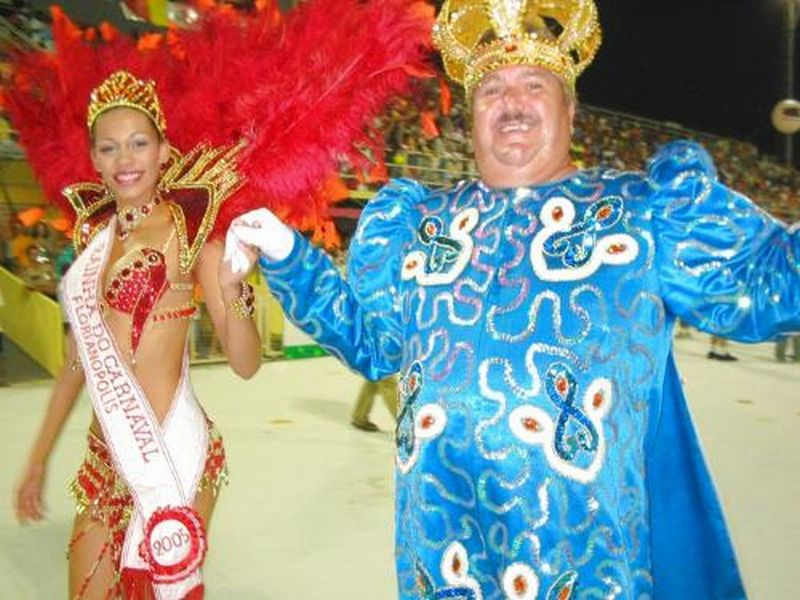
A Rainha e o Rei Momo do Carnaval de Florianópolis, 2005

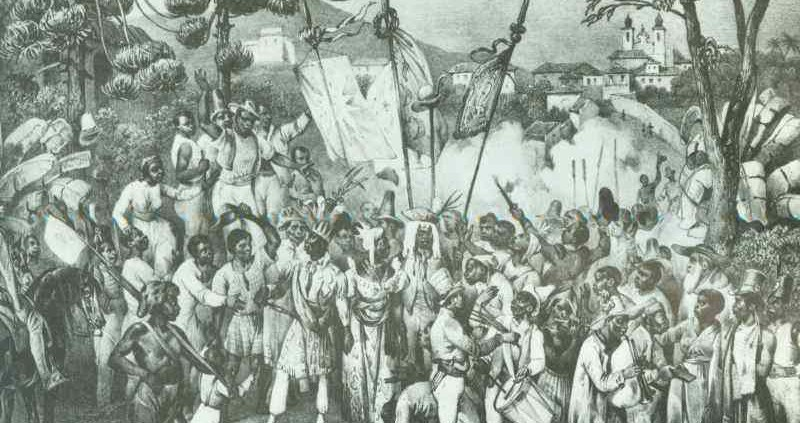
Um Congado no século XIX, fixado por Rugendas. Ao centro, o Rei do Congo, coroado

#### Carnaval
Tem uma origem antiquíssima; há mais de seis mil anos, no Egito, quando se comemoravam as colheitas, nasceu o Carnaval. Depois se alastrou pelo Mediterrâneo e Europa, onde especialmente a Roma Antiga e mais tarde Veneza desenvolveram carnavais suntuosos. Hoje é festejado em quase todo o mundo. No Brasil fez sua aparição por volta de 1640, sendo conhecido pelo nome de entrudo, uma festa que simbolizava a liberdade mas amiúde acabava em tumultos violentos, pelo que acabou sendo banido várias vezes, sempre sem efeito, até a década de 1930, quando passou a ser substituído pelos folguedos mais aceitáveis do Carnaval como hoje o conhecemos. Mas também as elites promoviam seu próprio carnaval, sendo o primeiro deste gênero registrado no tempo de Dom João IV, e realizado em sua homenagem. Contou com desfiles de rua, bloco de sujos (travestis) e mascarados, corridas e combates simulados. Em torno de 1840, realizou-se o primeiro baile público de máscaras, no Rio. A mascarada carnavalesca, que predominava nos teatros e salões frequentados pela elite, foi aos poucos ganhando forças até, por volta de 1850, se projetar para a rua. Os mascarados desfilavam a pé ou de carro puxado a cavalos, origem dos carros alegóricos, estendendo-se até os arrabaldes. Desfilavam grupos numerosos de estranhos personagens fantasiados como figuras cômicas ou elegantes. Festa disseminada em todo o Brasil, consolidou-se apenas em meados do século XX e hoje tem diversas variantes regionais, que adotam ritmos e decorações específicos a cada local. Permanece até hoje forte influência europeia, que transmitiu personagens carnavalescos típicos como o Rei Momo, o Pierrô, a Colombina e o Arlequim.

#### Congada
Também chamada de Congo, nasceu entre as irmandades de negros em Portugal, no século XV, recordando as festas que homenageavam a realeza africana, absorvendo também traços católicos. Trazida para o Brasil, teve ampla difusão, mas a festa se fortaleceu na região das Minas Gerais no século XVIII, quando da chegada, capturados como escravos, de membros da realeza congolense, que aglutinaram os negros em torno a si dentro da moldura das irmandades católicas. É uma festa de apoteose e redenção, encenando a coroação do Rei do Congo, acompanhado de um cortejo compassado, cavalgadas, levantamento de mastros e música. São utilizados instrumentos musicais tipicamente africanos, como a cuíca, a caixa, o pandeiro, o reco-reco, que sustentam a batucada. Na celebração dos santos associados, frequentemente São Benedito e Nossa Senhora do Rosário, a aclamação é animada através de danças, e há uma hierarquia, onde se destaca o rei, a rainha, os generais, capitães, etc. O resto do povo é dividido em grupos de número variável, chamados ternos: Moçambiques, Catupés, Marujos, Congos, Vilões e outros. Cada terno desempenha uma função ritual própria na festa e no cortejo.

#### Farras do boi e cavalhadas
Suas muitas variantes, que florescem por grande parte do Brasil, são em essência teatralizações dramáticas que envolvem um ou mais animais, respectivamente bois e cavalos. Às vezes o animal é real, como nos rodeios, e a festa se concentra em torno da doma da besta, simbolizando o domínio do ser bruto pelo homem pensante e sendo uma prova de coragem e habilidade; ou, no caso mais comum do cavalo, se presta a corridas e outros exercícios montados, em exibições de destreza e arte. Às vezes o animal é um personagem criado, uma estilização, como no caso do Boi-bumbá, com os conhecidos bois-ícones do Festival de Parintins, chamados Garantido e Caprichoso, representantes de grêmios rivais. A representação é dramática porque o boi é às vezes um mártir, transfigurado pela sua ressurreição, a exemplo da festa do Boi Calumba, ligada ao ciclo do Natal, ou acontece uma luta, ou ele escapa da morte por um triz, novamente características do Bumbá. Às vezes as cavalhadas reencenam as lutas entre mouros e cristãos e os torneios medievais, com trajes apropriados, como no caso das Cavalhadas de Pirenópolis, hoje tombadas pelo IPHAN como patrimônio cultural imaterial do Brasil. Também é comum a inserção de trechos satíricos na narrativa encenada.

#### Folia de Reis
Tem origem europeia e foi trazida para o Brasil pelos portugueses, sendo comemorada em todo o território nacional entre a véspera de Natal, 24 de dezembro, e o dia de Reis, 6 de janeiro. Em geral grupos de cantadores e instrumentistas se reúnem e, acompanhados de multidão e às vezes outros personagens, como o Louco, o Juiz, palhaços e porta-estandartes, saem pelas ruas a pedir esmolas. Suas cantigas evocam e parafraseiam os textos e eventos bíblicos referentes a estas datas, como se lê em um verso recolhido por Faleiro:

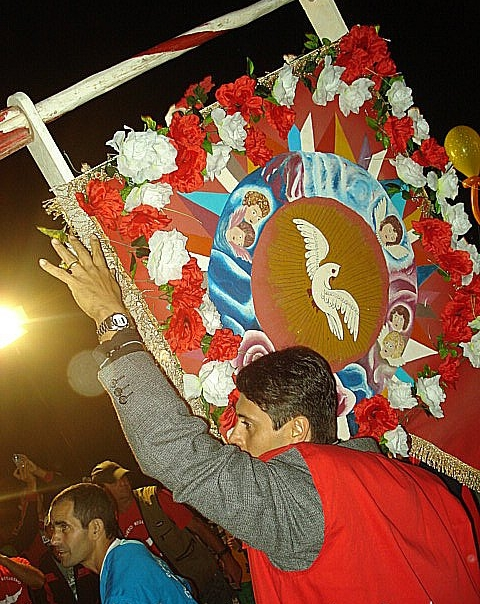
Devoto levantando o Mastro do Divino na festa de Pirenópolis

"Oh de casa! Oh de fora!
Que hora tão excelente,
E o glorioso santo Reis,
Que é vem do Oriente... 
Oh de casa! Oh de fora!
Alegre este morado,
Que o glorioso santo Reis
Na sua porta chegô...
Aqui está santo Reis!
Fora, Donas!
Procurando vossa morada,
Pedindo sua esmola..."

#### Festa do Divino
Foi um desenvolvimento germânico da festa romana Floralia, que celebrava a renovação da vida na primavera. Introduzida em Portugal pela esposa do rei Dom Dinis, Dona Isabel de Aragão, depois santa, que, segundo a tradição, teve um sonho que lhe indicou um local onde deveria erguer uma igreja em honra ao Divino Espírito Santo. No século XVII a Festa do Divino era comemorada em todas as colônias portuguesas, com muitas variantes. No Brasil se fundiu a outras tradições: índias, emprestando por exemplo a dança do cateretê, e africanas, entre elas a congada, a marujada, o maracatu. Conforme a localidade, coretos animam as praças, descem os blocos de foliões e bandas de música pelas ruas, correm cavalhadas, dançam bailes de fandangos e quadrilhas, passam em desfile carros de boi enfeitados, seguidos de escolares, devotos e quantos queiram; outros se entretêm com números circenses. Vários rituais compõem a festa, que simbolizam relações de classe e onde se perpetuam valores coletivos. Elege-se um "Imperador do Divino" para presidir a festa, lembrando o rei e a corte lusitana; ergue-se um mastro com uma pomba no topo, há procissões com cantorias visitando casas, rezam novenas, ocorrem encontros com bênçãos e saudações cerimoniais. Em Mogi das Cruzes, por exemplo, Fernando de Moraes coletou este refrão:
Ao chegar o grupo a uma casa, saúdam dizendo:
"O meu Divino aqui chegou, nesta hora abençoada,
Veio salvar meu senhor, abençoar sua morada".
Diversas situações rituais são previstas, tendo falas específicas. Por exemplo, se encontram uma vela acesa na casa, dizem:
"Abençoada foi a mão que acendeu aquela vela,
Há de ser abençoada por esta bandeira donzela".

#### Festa junina
Comemoram os santos católicos João Batista, Antônio e Pedro, são possivelmente uma herança de antigas tradições agrícolas pagãs. Vieram com os portugueses, enraizaram-se primeiro no Nordeste e logo se espalharam por todo o Brasil. As referências mais antigas foram dadas no século XVI pelo Frei Vicente de Salvador:
"As fogueiras, os fogos de artifícios, as brincadeiras, o pagamento de promessas e outras tantas crendices, atraiam silvícolas e camponeses à capela. Missas eram celebradas, se contavam histórias, faziam-se adivinhações. Os padres procuravam conquistar aos neocristãos e lhes fortificar a fé católica".

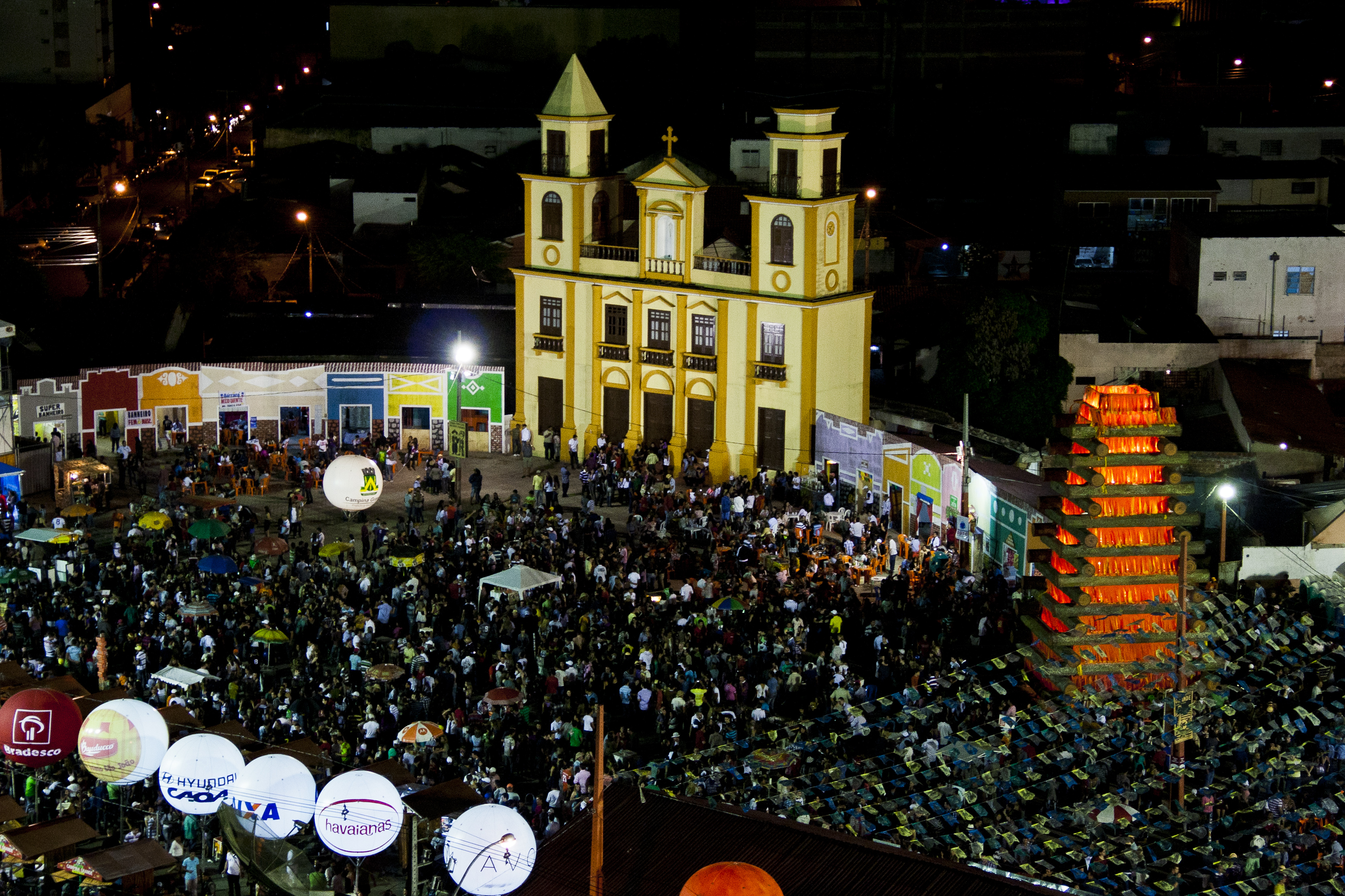
Cidade cenográfica do São João de Campina Grande

A festa se tornou extremamente popular em todo o Brasil, em parte porque sua data coincidia com a colheita do milho, do feijão e do amendoim, e essa fartura era considerada uma bênção a ser comemorada com danças, cantos, rezas e muita comida. Mais tarde sofreram uma série de outras influências, incorporando novas práticas e se diversificando regionalmente. A quadrilha foi contribuição francesa, o coco-de-roda, africana, as polcas e as mazurcas foram trazidas por imigrantes polacos. É onipresente a fogueira, em torno da qual se celebra a festa e é dela o símbolo mais conhecido, cuja origem é justificada por uma lenda que dizia ter Santa Isabel avisado a Virgem Maria do nascimento de João Batista acendendo um fogo. Os balões de papel, que antigamente eram soltos em quantidade, serviam para carregar as preces e pedidos aos santos no céu. Também é popular o consumo de comidas como bolos de fubá, a pamonha, a pipoca e o quentão, bem como se tornou muito disseminada, a partir da década de 1930, por forte influência do projeto nacionalista de Getúlio Vargas, a caracterização do público como caipiras, devendo ocorrer em algum momento a encenação de um casamento caipira, cujo enredo é quase invariável, como descreve Claudia Lima:
"Os noivos tiveram relações sexuais antes do casamento e a noiva quase sempre está grávida; os pais da noiva obrigam o noivo a casar; este se recusa; é necessária a intervenção da polícia; depois o casamento se realiza com o padre fazendo a parte religiosa e o juiz, fazendo o casamento civil, sob as garantias do delegado e seus soldados. A quadrilha é o baile de comemoração do casamento."

### Linguagem, literatura e tradição oral
As principais manifestações do folclore na linguagem popular são as seguintes:

#### Adivinhações
Também chamadas de adivinhas. Consistem em perguntas com conteúdo dúbio ou desafiador.
- Exemplo:
  -     - O que é o que é?
      - Está no meio do começo, está no começo do meio, estando em ambos assim, está na ponta do fim?
      - Branquinho, brancão, não tem porta, nem portão?
      - Uma árvore com doze galhos, cada galho com trinta frutas, cada fruta com vinte e quatro sementes?
      - Uma casa tem quatro cantos, cada canto tem um gato, cada gato vê três gatos, quantos gatos têm na casa?
      - Altas varandas, formosas janelas, que abrem e fecham, sem ninguém tocar nelas?
- Respostas:
  -     -       - A letra M
      - Ovo
      - Ano, mês, dia, hora
      - Quatro
      - Olhos

#### Provérbios
Ditos que contém ensinamentos, como "Dinheiro compra pão, mas não compra gratidão"; "A fome é o melhor tempero"; "Ladrão que rouba a ladrão tem cem anos de perdão", e "Pagar e morrer é a última coisa a fazer".

#### Quadrinhas
Estrofes de quatro versos sobre o amor, um desafio ou saudação.

#### Piadas ou anedotas

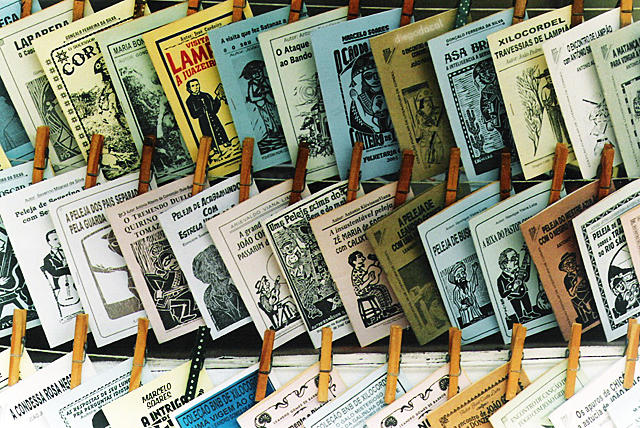
Vários livretos de poesia de cordel à venda

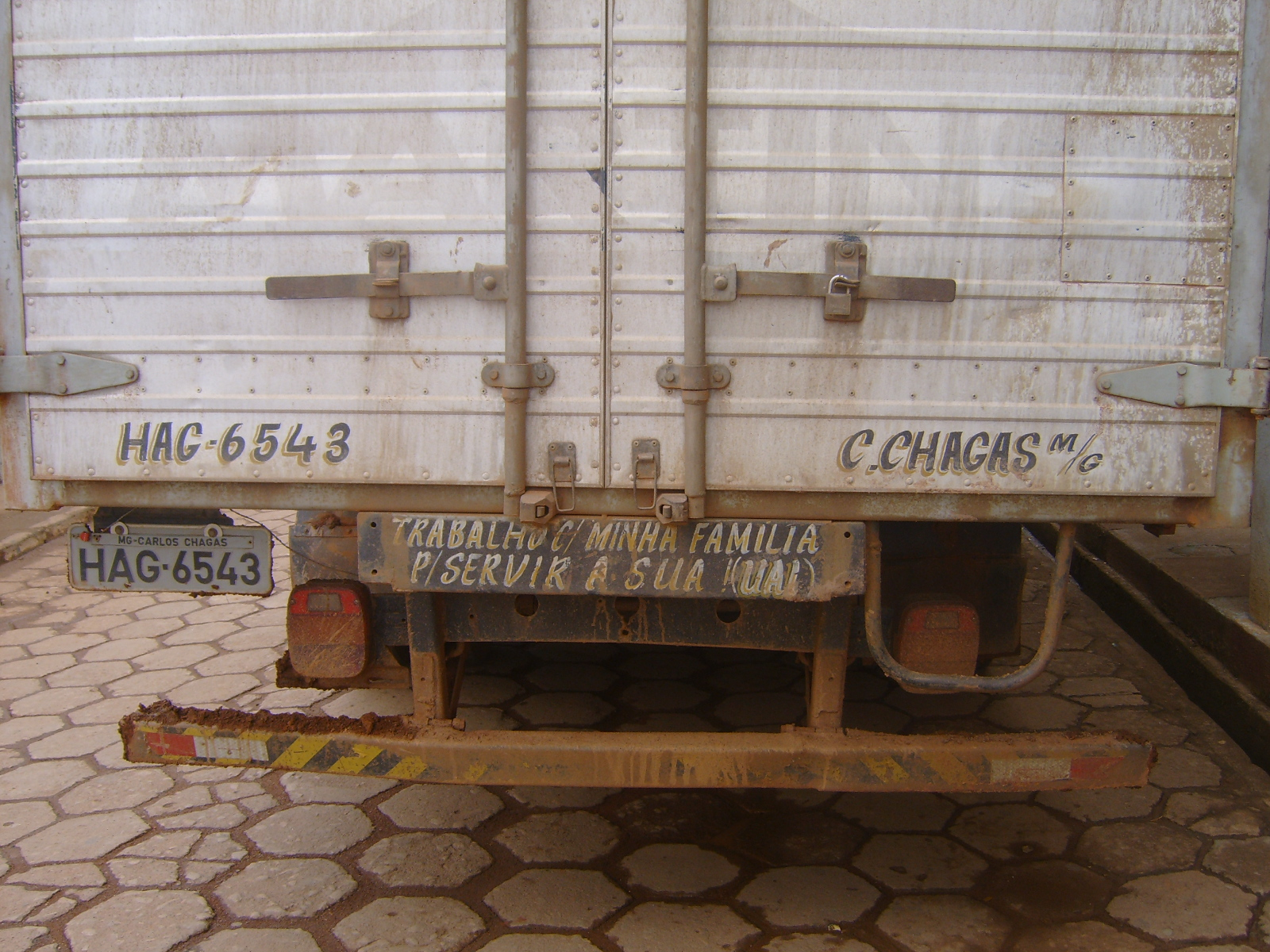
Frase de para-choque: Trabalho com minha família para servir a sua

História curta de final geralmente surpreendente e engraçado com o objetivo de causar risos ou gargalhadas no leitor ou ouvinte. É um tipo específico de humor que, apesar de diversos estilos, possui características que a diferenciam de outras formas de comédia. No Brasil são muito comuns piadas envolvendo o Joãozinho ou a Mariazinha, personagens supostamente ingênuos mas de fato espertos e ferinos; as piadas de papagaio, sexo e pescaria, e as ironizando portugueses, mulheres burras ou feias, bêbados, caipiras, padres e homossexuais. Um exemplo de piada de papagaio:
"Um homem entra numa loja de animais, querendo comprar um papagaio e encontra três idênticos numa gaiola e pergunta o preço: -O da esquerda custa 500 Reais – diz o dono. -Nossa, que caro! Por que vale tanto? -Ele é um papagaio muito especial, sabe operar um computador. -Ah, sei... E o da direita, quanto vale? -Esse custa 1000 Reais. -Nossa, mas por que custa tão caro? -Ah, porque além de saber operar um computador, também domina Windows 98, Unix e Macintosh. -Sei, interessante... E o papagaio do meio? -Esse custa 5 mil reais! -Que é isso! O que ele sabe fazer de tão especial? -Na verdade – diz o dono, - nunca vi esse papagaio fazer coisa nenhuma. Mas os outros dois o chamam de chefe...".

#### Literatura de cordel
Também chamada de folheto ou romance, tem origem nas tradições medievais da literatura europeia. As canções de gesta, as narrativas históricas, novelescas ou fantásticas, as histórias bíblicas e os exemplários (contos usados para ilustrar tratados morais) são algumas das fontes que contribuíram para o seu surgimento. Introduzida no Brasil via Portugal, se consolidou em meados do século XVIII, ligada ao nascimento das feiras de agricultores. Comum no nordeste brasileiro, consiste de livrinhos com narrativas em verso, que são expostos para venda pendurados num barbante (daí a origem de cordel), sobre assuntos que vão desde mitos sertanejos a situações sociais, políticas e econômicas atuais. Muitas vezes são ilustrados com xilogravuras de caráter ingênuo mas muito expressivo, o que lhes aumenta o interesse e os torna rica fonte iconográfica do imaginário popular. Entre seus autores mais notórios estão Leandro Gomes de Barros, Zé Limeira, João Martins de Athayde e Cuíca de Santo Amaro. Um trecho de Zé Limeira:
"Eu me chamo Zé Limeira
Da Paraíba falada
Cantando nas escrituras
Saudando o pai da coaiada
A lua branca alumia
Jesus, José e Maria
Três anjos na farinhada".

#### Frases de para-choque de caminhão
Frases que caminhoneiros pintam em seus para-choques, podendo ser humorísticas, sexuais, moralidades, devoções, ou podem revelar sucintamente uma visão de mundo e de vida, em pérolas de sabedoria prática. Exemplos: "Mulher bonita e melancia grande, ninguém consegue comer sozinho"; "Na subida, paciência; na descida, dá licença"; "Nasci pelado, careca e sem dente: o que vier é lucro".

#### Trava-línguas ou parlendas
É um pequeno texto, rimado ou não, que constitui um desafio de pronúncia. Os exemplos são ilustrativos: "Um tigre, dois tigres, três tigres"; "Atrás do quadro da escola bibliotécnica estava um papibaquígrafo"; "Num ninho de mafagafos tem seis mafagafinhos; quem desmafagafizar esses seis mafagafinhos bom desmafagafizador será".

### Algumas lendas e mitos bem conhecidos

#### Boitatá
Uma lenda indígena que descreve uma cobra de fogo de olhos enormes ou flamejantes.  Foram encontrados relatos do Boitatá em cartas do padre jesuíta José de Anchieta, em 1560. Para os índios ele é "Mbaê-Tata", ou Coisa de Fogo, e mora no fundo dos rios. A narrativa varia muito de região para região. Único sobrevivente de um grande dilúvio que cobriu a terra, o Boitatá escapou entrando num buraco e lá ficando, no escuro, motivo pelo qual seus olhos cresceram. Outros dizem que é a alma de um malvado, que vai incendiando o mato à medida que passa. Por outro lado, em certos locais ele protege a floresta dos incêndios. Algumas vezes persegue os viajantes noturnos, ou é visto como um facho cintilante de fogo correndo de um lado para outro da mata. Tem vários outros nomes: Cumadre Fulôzinha, Baitatá, Batatá, Bitatá, Batatão e Biatatá. O Boitatá pode ser uma explicação mágica para o fenômeno do fogo-fátuo.

#### Capelobo
É um monstro com corpo de homem, focinho de anta ou de tamanduá e pés de girafa, que perambula durante as noites, em busca de algum alimento, lá pelas bandas do rio Xingu. Adora comer as cabeças de cães e gatos recém-nascidos. Também adora beber o sangue de gente e de outros animais, rasgando-lhes a carótida. Só pode ser morto com um tiro na região do umbigo. É uma espécie de lobisomem indígena.

#### Cobra-grande
Serpente lendária da Região Norte, que mora entre as rochas dos rios e lagoas, de onde sai para afundar barcos. Quando ela sai das rochas, troveja, lança raios e faz chover. Se a chuva é muito forte e ameaçadora de novo dilúvio, toma a forma de arco-íris e serena as águas. Ainda segundo a lenda, a lua é a cabeça da serpente, as estrelas são os olhos e o arco-íris é o sangue da cobra-grande.

#### Corpo-seco
Um homem muito cruel, que surrava a própria mãe. Ao morrer, foi rejeitado por Deus e o Diabo. Não foi enterrado, porque a própria terra, enojada, vomitou seu corpo. Assim, perambula por aí, com o corpo todo podre, ainda cheio de ódio no coração, fazendo mal a todos os que cruzam o seu caminho. Há relatos desta lenda nos estados de São Paulo, Paraná, Amazonas, Minas Gerais e na região Centro-Oeste.

#### Lenda do boto
Acredita-se que a lenda do boto tenha surgido na região amazônica. Ele é representado por um homem jovem, bonito e charmoso que encanta mulheres em bailes e festas. Após a conquista, leva as jovens para a beira de um rio e as engravida. Antes de a madrugada chegar, ele mergulha nas águas do rio para transformar-se em um boto. Esta lenda pode ser uma versão sobrevivente do Ipupiara original, que depois se transformou na Iara.

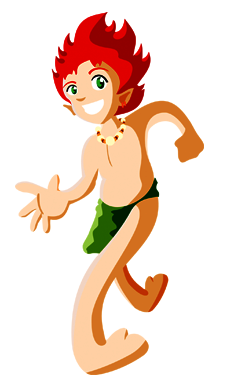
Curupira

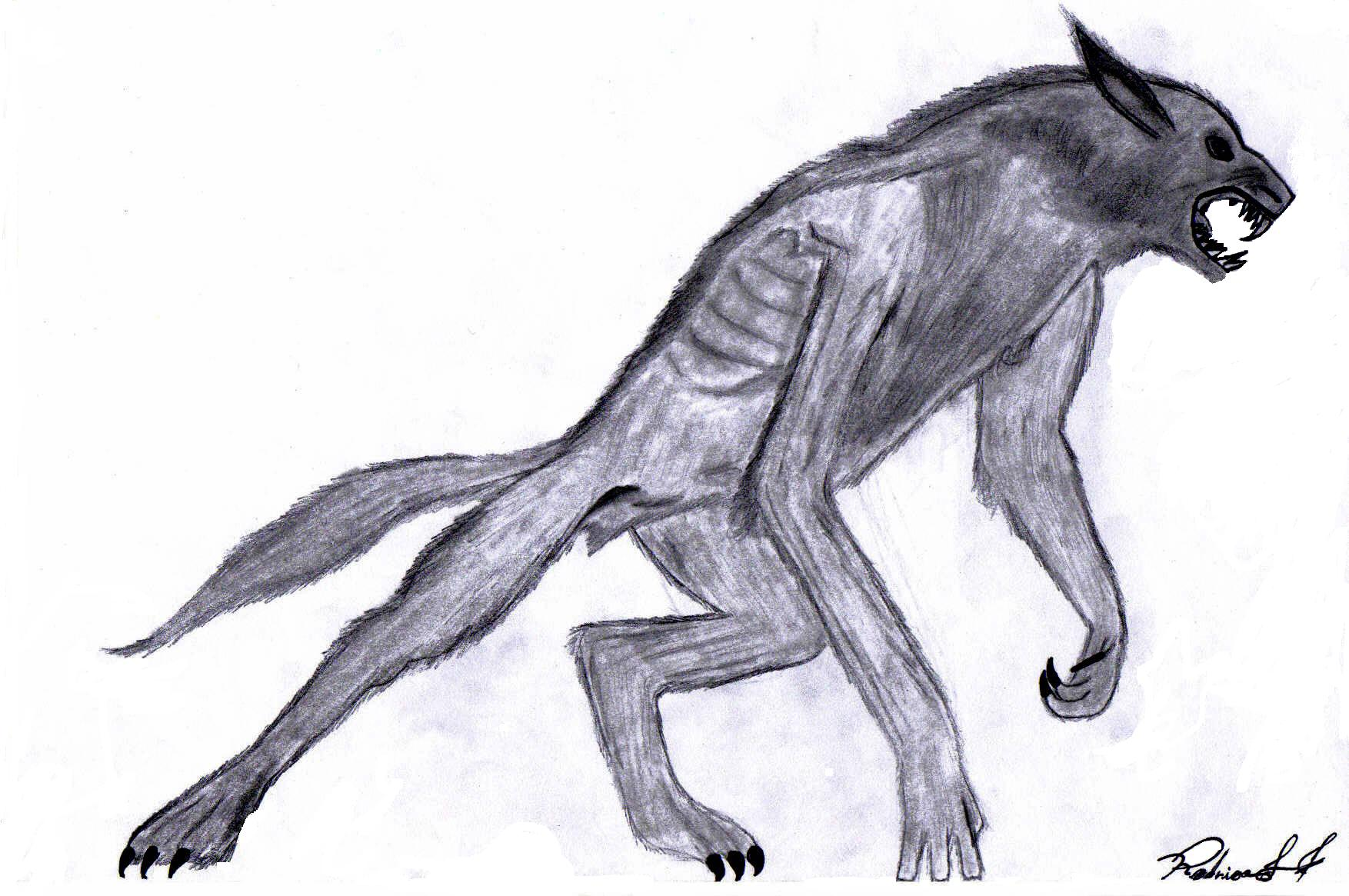
Lobisomem

#### Cuca
Diz a lenda que era uma velha feia com forma de jacaré, que rouba as crianças desobedientes. A figura da Cuca tem afinidades funcionais com a do Bicho-papão e do Velho-do-saco, seres medonhos a quem alguns pais ameaçam entregar as crianças rebeldes.

#### Curupira
Também conhecido como Caipora, Caiçara, Caapora, Anhanga ou Pai-do-mato, todos esses nomes identificam uma entidade da mitologia tupi-guarani, um protetor das matas e dos animais silvestres. Representado por um anão de cabelos vermelhos e compridos, e com os pés virados para trás, que fazem se perder aqueles que o perseguem pelos rastros. Monta um porco do mato e castiga todos que desrespeitam a natureza. Quando alguém desaparece nas matas, muitos habitantes do interior acreditam que é obra do curupira. Os índios, para agradá-lo, deixavam oferendas nas clareiras, como penas, esteiras e cobertores. Também se dizia que uma pessoa deveria levar um rolo de fumo se fosse entrar na mata, para lhe oferecer caso o encontrasse. Sua presença é relatada desde os primeiros tempos da colonização. Conforme a região ele pode ser uma mulher ou uma criança de uma perna só que anda pulando, ou um homem gigante montado num porco do mato, tendo como acompanhante o cachorro Papa-mel.

#### Lobisomem
Lenda que aparece em várias regiões do mundo, falando de um homem que tem sua natureza humana fundida com a de um lobo periodicamente, sob influência da Lua cheia. Nesta condição ele é uma criatura feroz que ataca pessoas. Ele pode ser o resultado de um pacto de alguém com as forças do mal, ou nasceu na condição de sétimo filho homem de seus pais.

#### Iara
Relatada no Brasil desde o século XVI, a lenda da Iara é parte da mitologia universal, sendo uma variante da figura da sereia. No princípio, a Iara se chamava Ipupiara, um homem-peixe que levava pescadores para o fundo do rio, onde os devorava. No século XVIII ocorreu a mudança, e o Ipupiara se tornou a sedutora sereia Uiara ou Iara, que enfeitiça os pescadores com sua beleza e canto e os leva para o fundo das águas. Por vezes ela assume a forma humana completa e sai em busca de suas vítimas.

#### Mandioca
Um mito indígena que tem seu princípio na menina Mara, filha de um cacique, que vivia sonhando com o amor e um casamento feliz. Certa noite, adormeceu e sonhou com um jovem loiro e belo que descia da Lua e dizia que a amava. Mara apaixonou-se, mas logo o jovem desapareceu de seus sonhos, e embora virgem, percebeu que esperava um filho. Deu à luz uma graciosa menina, de pele branca e cabelos loiros, a quem chamou Mandi. Em sua tribo foi adorada como uma divindade, mas adoeceu e acabou falecendo. Mara sepultou a filha em sua oca e, inconsolável, de joelhos, chorava todos os dias sobre a sepultura, deixando cair leite de seus seios, para que a filha revivesse. Um dia brotou ali um arbusto. Cavando a terra, Mara encontrou raízes muito brancas, brancas como Mandi, que, ao serem raspadas, exalavam um aroma agradável. Todos entenderam que criança viera à Terra para alimentar seu povo. O novo alimento recebeu o nome de Mandioca, pois Mandi fora sepultada na oca.

#### Mapinguari
Monstro que ainda hoje atemoriza os moradores da floresta na região amazônica. Segundo as descrições o Mapinguari é uma criatura parecida com um macaco, mais alto que um homem, de pelo escuro, com grande focinho que lembra o de um cachorro, garras pontiagudas, uma pele de jacaré, um ou dois olhos e que exala um forte mau cheiro. Segundo o índio Domingos Parintintin, líder de uma tribo, ele só pode ser morto com uma pancada na cabeça. Mas há grande risco, pois a criatura tem o poder de fazer a vítima ficar tonta e "ver o dia virar noite". David Oren, ex-diretor de pesquisa no Museu Paraense Emílio Goeldi, afirma que a lenda do Mapinguari é uma reminiscência de possíveis contatos de homens primitivos com as últimas preguiças gigantes que viveram na região. A persistência de relatos recentes de avistamento levou a cientistas organizarem expedições à região, que não resultaram, contudo, em encontro com ou identificação do animal.

#### Mula sem cabeça
Lenda hispânico-portuguesa, cuja versão mais corrente é a de uma mulher, virgem ou não, que dormiu com um padre, pelo que sofre a maldição de se transformar nesse monstro em cada passagem de quinta para sexta-feira, numa encruzilhada. Outra versão fala que se nascesse uma criança desse amor proibido, e fosse menina, viraria uma mula sem cabeça; se menino, seria um lobisomem. A Mula percorre sete povoados naquela noite de transformação, e se encontrar alguém chupa seus olhos, unhas e dedos. Apesar do nome, a Mula sem cabeça, acordo com quem já a "viu", aparece como um animal completo, que lança fogo pelas narinas e boca, onde tem freios de ferro. Às vezes, vista de longe, parece chorar um choro humano e pungente. Se alguém lhe tirar os freios o encanto se quebra; também basta que se lhe inflija qualquer ferimento, desde que verta pelo menos uma gota sangue.

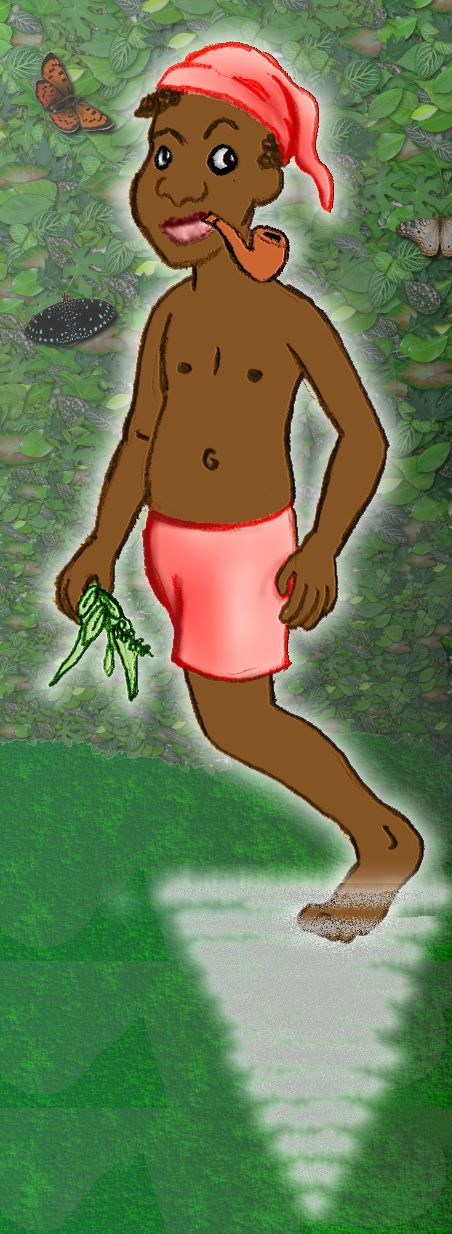
Saci Pererê

#### Negrinho do Pastoreio
Lenda afro-cristã de um menino escravo que é espancado pelo dono e largado nu, sangrando, em um formigueiro, por ter perdido um cavalo baio. No dia seguinte, quando foi ver o estado de sua vítima, o estancieiro tomou um susto. O menino estava lá, mas de pé, com a pele lisa, sem nenhuma marca das chicotadas, nem fora comido pelas formigas. Ao lado dele, Nossa Senhora, e mais adiante o baio e os outros cavalos. O estancieiro se jogou no chão pedindo perdão, mas o negrinho nada respondeu. Apenas beijou a mão da Santa, montou no baio e partiu com a tropilha. Depois disso, tropeiros, mascates e carreteiros da região, todos davam notícia de ter visto passar uma tropilha de tordilhos, tocada por um negrinho montado em um cavalo baio. Então, muitos passaram a acender velas e rezar um Pai Nosso pela alma do supliciado. Daí por diante, quando qualquer cristão perdia uma coisa, o que fosse, pedia-la ao Negrinho, que a campeava e achava, mas só entregava a quem acendesse uma vela, que ele levava para o altar de sua madrinha, a Virgem que o livrara do cativeiro.

#### Saci Pererê
Provável importação portuguesa, relatado primeiramente na Região Sudeste, no século XIX. O Saci Pererê é um menino negro de uma perna só, e, conforme a região, é um ser maligno, benfazejo ou simplesmente brincalhão. Está sempre com seu cachimbo, e com um gorro vermelho que lhe dá poderes mágicos. Vive aprontando travessuras e se diverte muito com isso. Adora espantar cavalos, queimar comida e acordar pessoas com gargalhadas. A lenda também diz que o Saci se manifesta como um redemoinho de vento e folhas secas, e pode ser capturado se lançarmos uma peneira ou um rosário sobre o redemoinho. Se alguém tomar-lhe a carapuça, tem um desejo atendido. Se alguém for perseguido por ele, deve jogar cordões enozados em seu caminho, pois ele vai parar para desatar os nós, permitindo que a pessoa fuja. Às vezes se diz que ele tem as mãos furadas na palma, e que sua maior diversão é jogar uma brasa para o alto para que esta atravesse os furos. Há uma versão que diz que o Caipora é seu pai. Os tupinambás tinham uma história afim, uma ave chamada Matita-perera, que com o tempo, passou a se chamar Saci-pererê, deixando de ser ave para se tornar um caboclinho preto e perneta, que aparecia aos viajantes perdidos nas matas.

#### Lenda da vitória-régia
Lenda de origem tupi-guarani, contando que, no começo do mundo, toda vez que a Lua se escondia no horizonte ia folgar com suas virgens prediletas. Se a Lua gostava de uma jovem, a transformava em estrela. Naiá, filha de um chefe e princesa da tribo, ficou impressionada com a história. Quando todos dormiam e a Lua andava pelo céu, Naiá subia as colinas e perseguia a Lua na esperança que esta a visse e a transformasse em estrela. Fez isso por longo tempo, e chorava porque a Lua não a notava. Certa noite, em prantos à beira de um lago, Naiá viu refletida nas águas a imagem da Lua. Pensado que ela enfim viera buscá-la, Naiá atirou-se nas águas, e nunca mais foi vista. Compadecida, a Lua resolveu transformá-la em uma estrela diferente, a "Estrela das Águas", a planta vitória régia, cujas flores brancas e perfumadas só abrem à noite, e ao nascer do sol ficam rosadas.

### Culinária

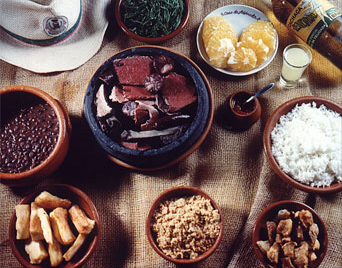
Feijoada com diversos acompanhamentos: arroz, mandioca frita, torresmo, laranja, caipirinha, entre outros.

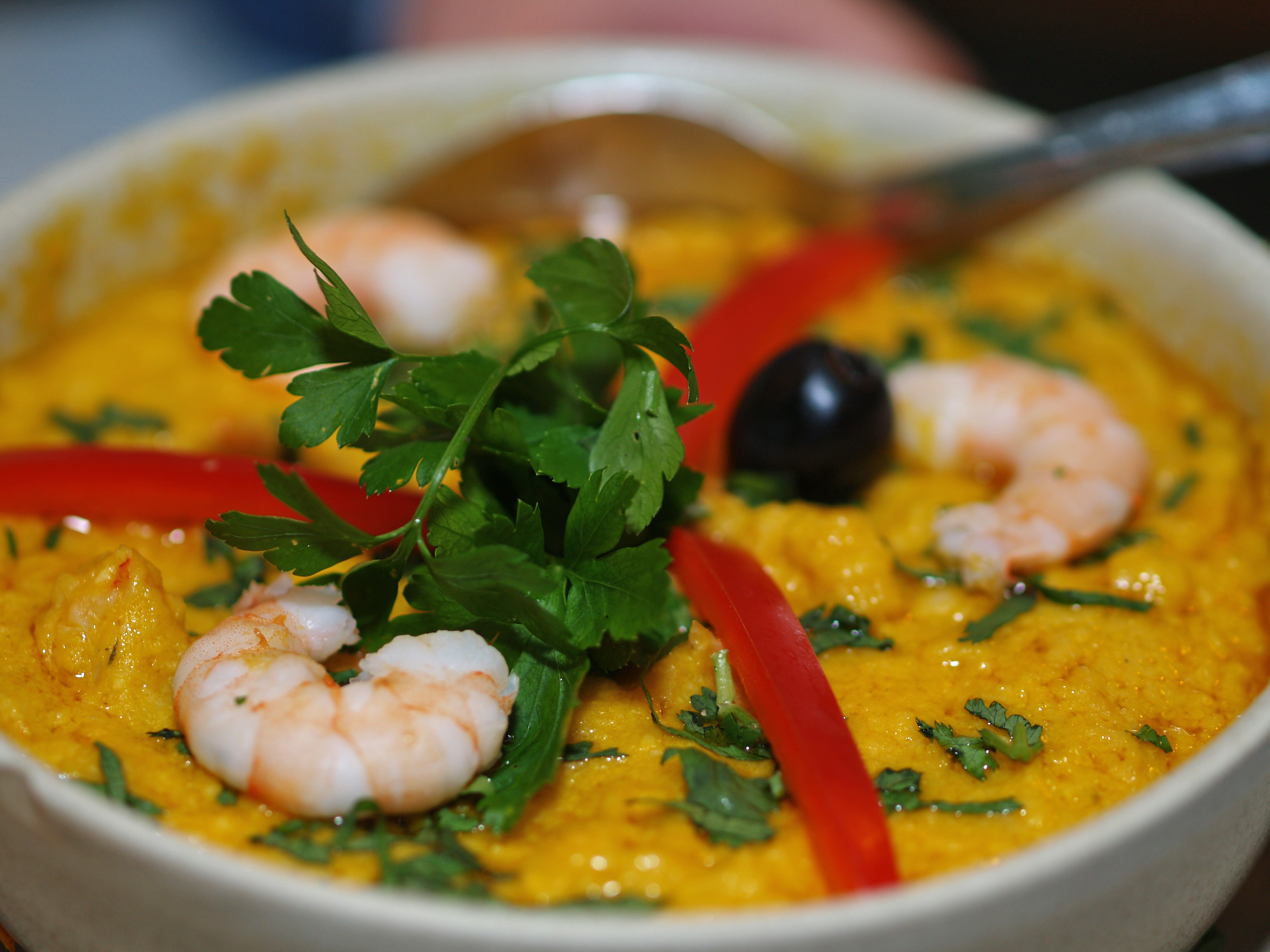
Vatapá nordestino.

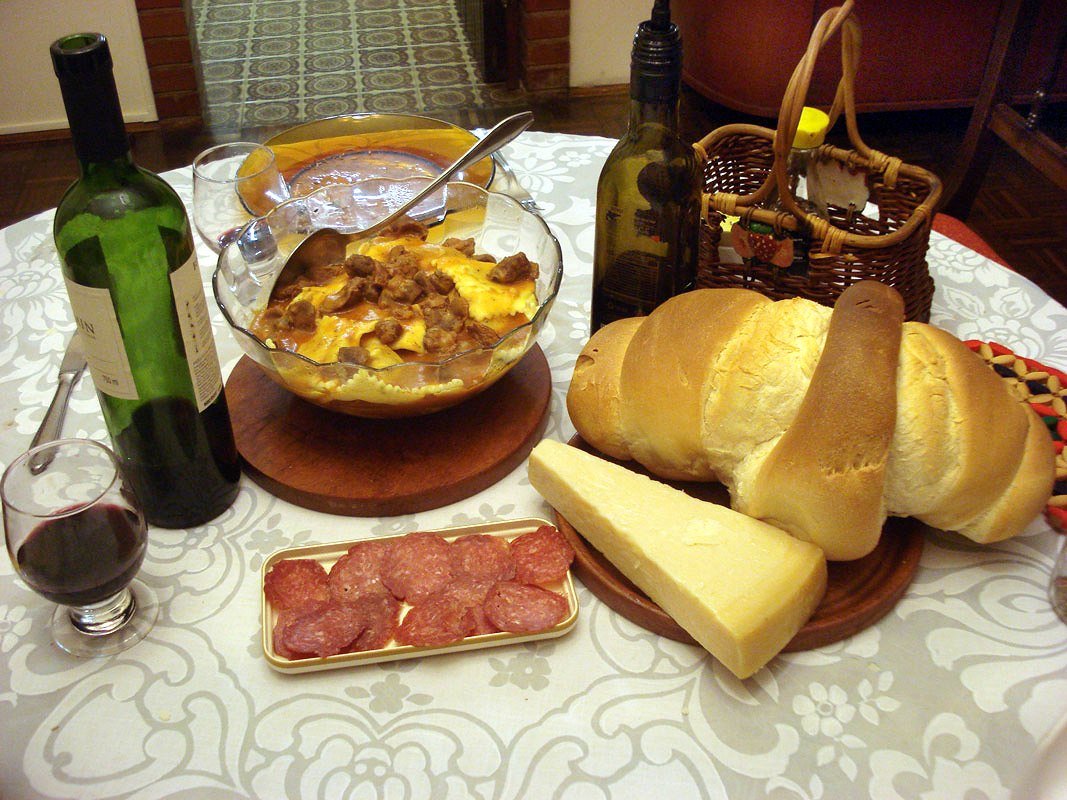
Pratos típicos dos descendentes de italianos no sul: vinho tinto, tortei ao molho de miúdos, salame, queijo parmesão e pão colonial

O Brasil possui uma culinária original, resultado da fusão de uma variedade de influências, principalmente a portuguesa, adicionando-lhe ingredientes e pratos das culinárias africana e indígena.
Os portugueses, além de suas tradições próprias, como a panelada, a buchada, o cozido, o pudim de iaiá, os arrufos de sinhá, o bolo de noiva, o pudim veludo, em virtude das navegações conheceram e introduziram no Brasil o coco, a manga, a jaca, a fruta-pão, a canela, a carambola, o sarapatel, o sarrabulho, trazidos do oriente. Também transmitiram pratos mouriscos como o alfenim. No cozido português se adicionou feijão preto ou mulatinho, carnes salgadas e defumadas, farinha de mandioca e muitas verduras, criando-se um dos pratos mais conhecidos da cozinha brasileira: a feijoada. Dos índios foi assimilada a farinha de mandioca, os alimentos preparados em folhas de bananeira, as comidas à base de milho, a paçoca, a moderação no uso do sal e dos condimentos, os utensílios de cerâmica, o gosto por alimentos frescos. Os negros contribuíram por exemplo com o dendê, a pimenta malagueta, o inhame, o caruru.
Na atualidade, cada região brasileira possui os seus pratos típicos. No Norte, devido à presença de florestas, à influência indígena e à abundância de grandes rios, predomina o consumo de peixes de água doce, de mandioca e de frutas, além de iguarias como a caldeirada de jaraqui, o pato no tucupi, o tambaqui assado na brasa, a cuia de tacacá, a farofa de ovos de tartaruga, o creme de bacuri e de cupuaçu.
No Nordeste são comuns os pratos à base de feijão, inhame, macaxeira, leite de coco, azeite de dendê, peixes, crustáceos e frutas nativas. Os pratos mais populares são a buchada, o sarapatel, a dobradinha, a galinha de cabidela, o quibebe, a carne-de-sol, peixes e crustáceos ao leite de coco, amendoim, canjica, pamonha, munguzá, cuscuz, milho cozido e assado, acarajé, caruru, vatapá, pé-de-moleque, arroz-doce, tapioca, caldo de cana, além de doces de frutas regionais.
No Sul, onde se encontram grandes rebanhos, a população tem predileção pelo churrasco assado na brasa com farinha de mandioca, o prato tradicional da cozinha campeira. Pode também se servido com arroz branco, salada de maionese, saladas verdes e pão. Outros alimentos tradicionais são a tripada, o carreteiro, o chimarrão.
No Rio de Janeiro é famosa a feijoada carioca; o cuscuz paulista se popularizou em São Paulo; em Minas Gerais, os produtos lácteos como o famoso queijo de Minas, requeijões, iogurtes, manteigas e doces de leite, além do pão de queijo, biscoitos de polvilho, goiabada cascão, o tutu à mineira e o feijão de tropeiro. No Espírito Santo são apreciados peixes com urucum, assim como a moqueca capixaba. No Centro-Oeste predominam os pratos à base de carne e peixes de água doce, aves e caça do Pantanal, frutas do cerrado como o pequi e erva-mate.
Além das cozinhas regionais, populações específicas, descendentes de imigrantes, também elaboraram sobre suas tradições próprias, como as culinárias italiana, japonesa, chinesa, coreana, vietnamita, alemã, húngara, francesa, polonesa, russa, ucraniana, aumentando a diversidade. A pizza e o macarrão, por exemplo, vieram com os italianos e já foram incorporadas à alimentação cotidiana de muitos brasileiros.

### Crenças e superstições

#### Sabença
Sabedoria popular utilizada na cura de doenças e solução de problemas pessoais através de benzeduras.

#### Superstição
Explicações de fatos naturais como consequência de acontecimentos sobrenaturais.

### Artesanato

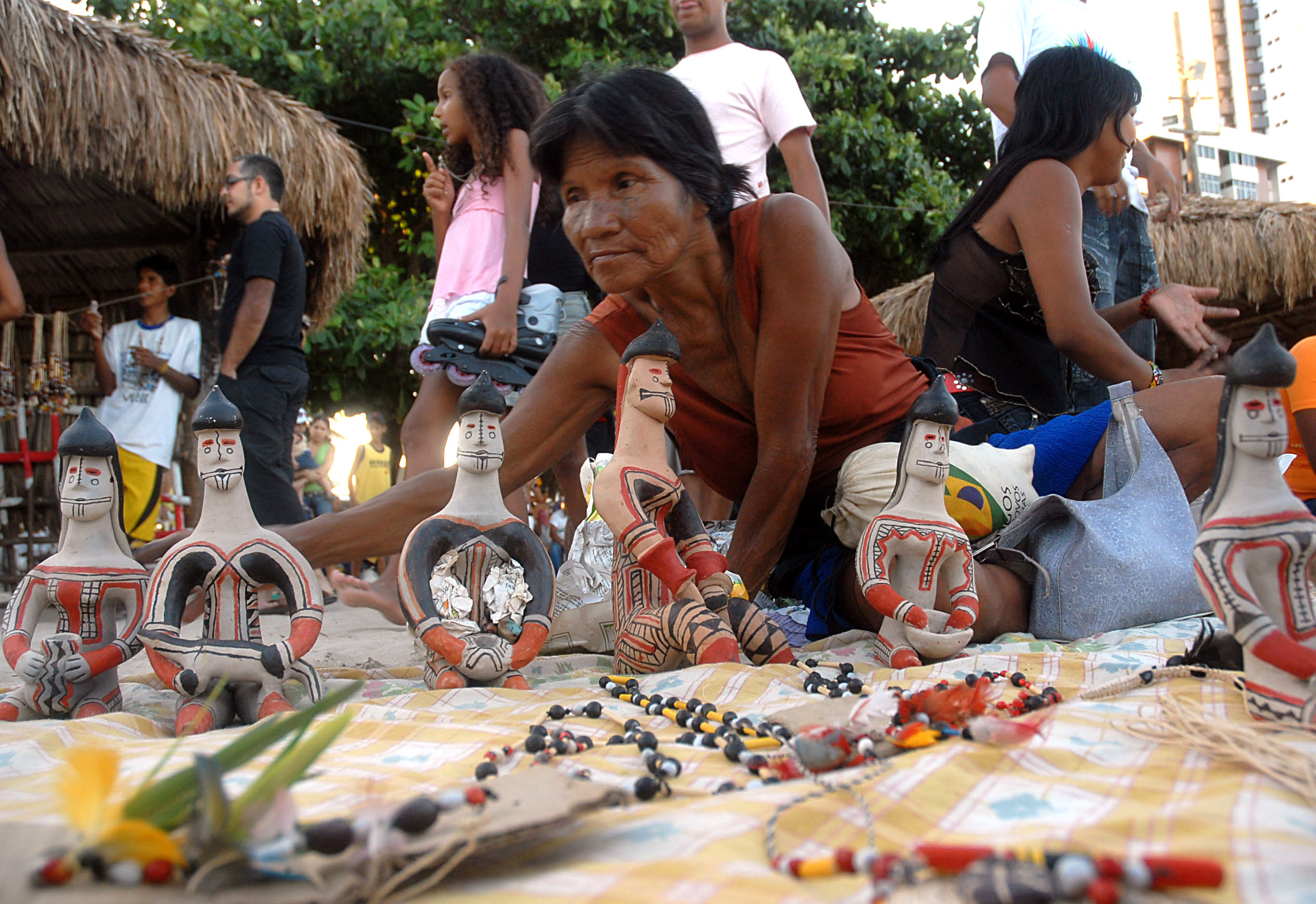
Artesanato indígena, Olinda

A história do artesanato tem início com a história do homem, que desde logo teve a necessidade de produzir objetos utilitários e adornos, expressando assim sua capacidade criativa e produtiva. Os primeiros artesãos surgiram no Neolítico, quando o homem aprendeu a polir a pedra, a fabricar a cerâmica e a tecer fibras. No Brasil o processo foi idêntico, sendo os índios os primeiros artesãos brasileiros, com sua habilidade na cerâmica, na cestaria, na pintura corporal e na arte plumária.
A definição de artesanato é polêmica, seus limites são imprecisos e muitas vezes se confunde com a arte. Segundo Barroso Neto, o primeiro é uma "produção seriada de peças semelhantes que são resultantes, normalmente, de uma prática coletiva", ao passo que a segunda é "única, temática e fruto de uma produção individual cuja autoria reclama um nome". Ricardo Lima, por sua vez, enfatiza a necessidade do predomínio do trabalho manual para a definição do caráter artesanal de uma peça.
O artesanato pode se manifestar de várias formas, como na confecção de vasos, panelas e potes de barro cozido e decorado; na funilaria, nos trabalhos em couro e chifre, nos trançados, rendas, bordados e tecidos; em formas de produção industrial caseira, como no fabrico de farinha de mandioca e no monjolo de água; nos instrumentos musicais, brinquedos, esculturas e entalhes, nas bijuterias, e numa infinidade de outras formas. O artesanato brasileiro é um dos mais ricos do mundo, revelando, quando tem características folclóricas, usos, costumes e tradições de cada local. Nos últimos anos o artesanato nacional tem conseguido grande projeção, inclusive para fora das fronteiras do país, dignificando o trabalho dos artesãos. Além disso, por empregar grandes contingentes de mão-de-obra pouco especializada, tem importante função social e econômica, garantindo o sustento de muitas famílias e comunidades.

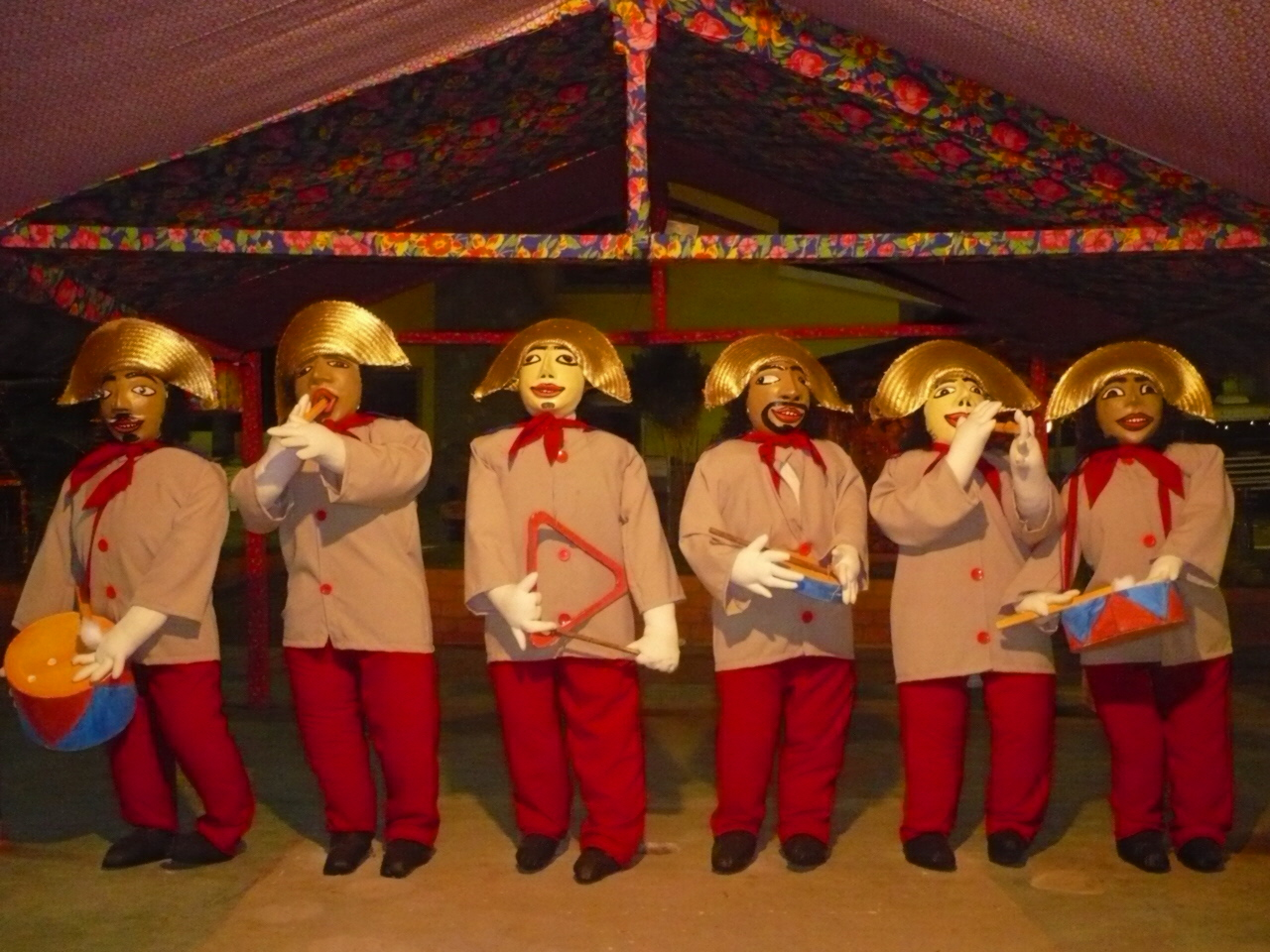
Bonecos figurando tocadores de pífanos do Nordeste
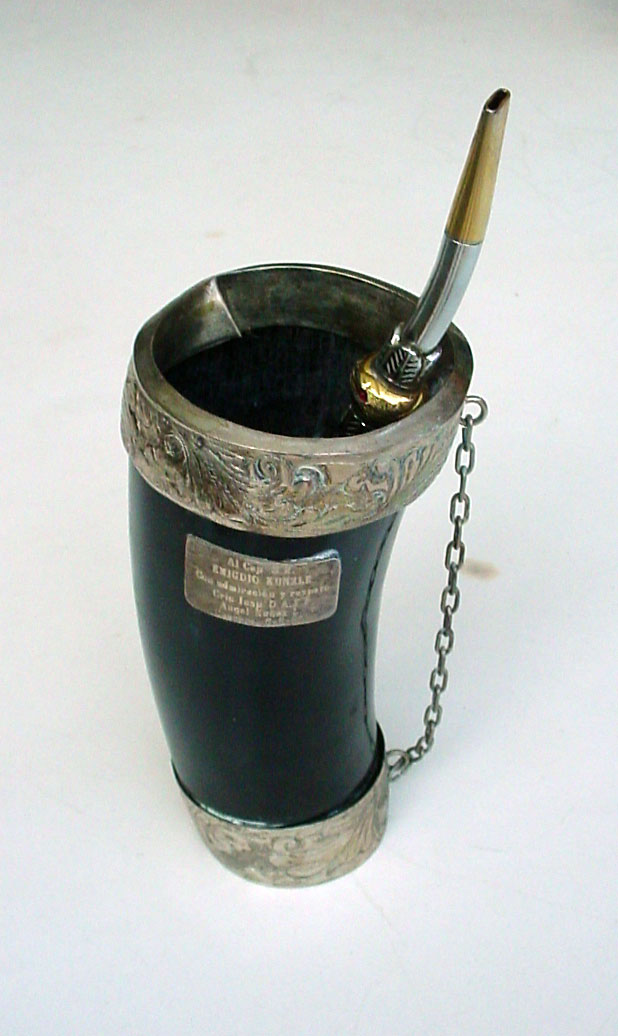
Guampa de tereré, feita de chifre e adornada com prata, artesanato típico da região Centro-Oeste do Brasil
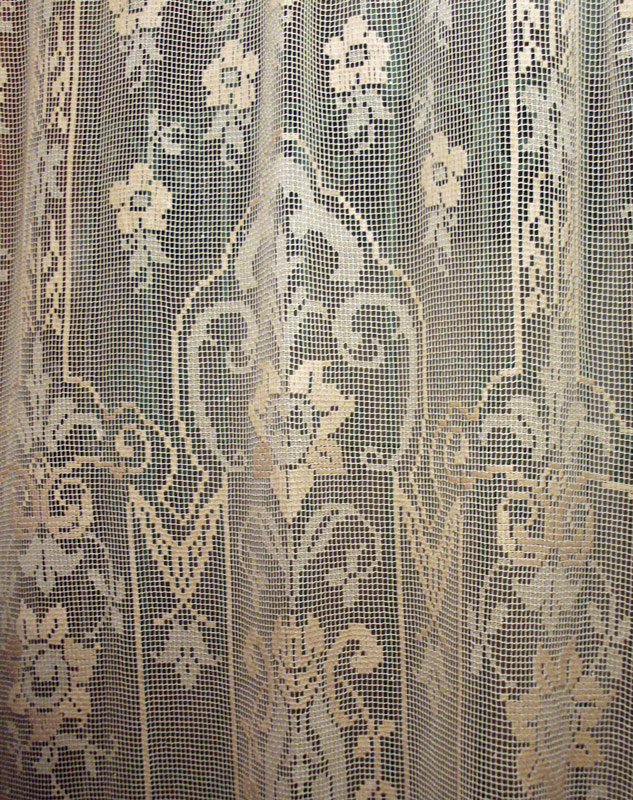
Renda filé, tradição dos descendentes de imigrantes italianos no Rio Grande do Sul
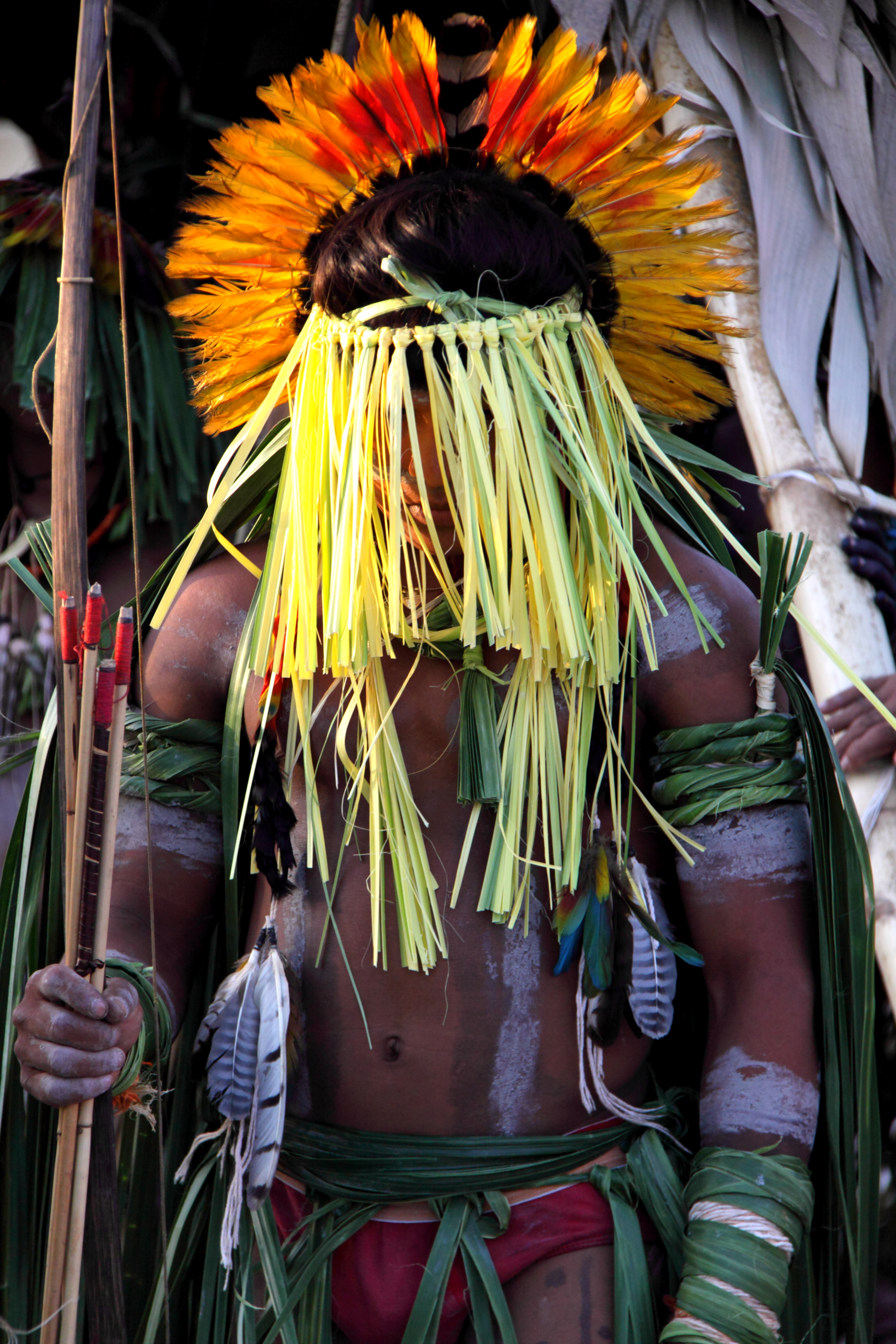
Índio Enawene-Nawe de Mato Grosso, com sua pintura corporal e adereços artesanais